# Географія Аргентини
Аргентина — південноамериканська країна, що займає крайній південний схід континенту . Загальна площа країни 2 780 400 км² (8-ме місце у світі), з яких на суходіл припадає 2 736 690 км², а на поверхню внутрішніх вод — 43 710 км². Площа країни в 4,5 рази більша за площу України. 

## Назва
Офіційна назва — Аргентинська Республіка, Аргентина (ісп. Republica Argentina, Argentina). Назва країни походить від латинської назви срібла (лат. argentum). Південноамериканська річка Ріо-де-ла-Плата (ісп. Rio de la Plata — Срібна річка) та її широкий естуарій уперше були обстежені у 1527-1528 роках Себастьяном Каботом, використовувалась іспанцями для перевозу срібла та інших скарбів з Андійського регіону. Земля на південь від естуарію й стала відома як Аргентина, тобто Земля срібла. Уперше назва згадується 1602 року в поемі Барко Сентенери «Аргентина і завоювання Ріо-де-Ла-Плати» (ісп. La Argentina y conquista del Río de la Plata). Перше офіційне використання назви і закріплення її в конституції країни відбулося 1826 року.

## Географічне положення
Аргентина — південноамериканська країна, що межує з п'ятьма іншими країнами: на півночі — з Болівією (спільний кордон — 942 км), на північному сході — з Парагваєм (2531 км), на сході — з Бразилією (1263 км) і Уругваєм (541 км), на заході — з Чилі (6691 км). Загальна довжина державного кордону — 11 968 км. Країна займає фактично всю південно-східну частину Південної Америки. Протяжність Аргентини з півночі на південь становить близько 3800 км і близько 1400 км із заходу на схід. Аргентина на сході омивається водами Атлантичного океану. Загальна довжина морського узбережжя 4989 км.

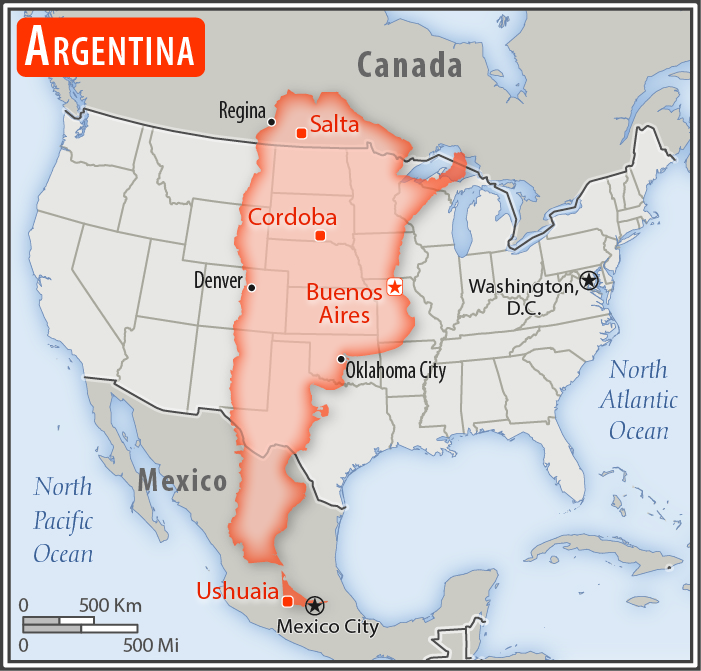
Порівняння розмірів території Аргентини та США
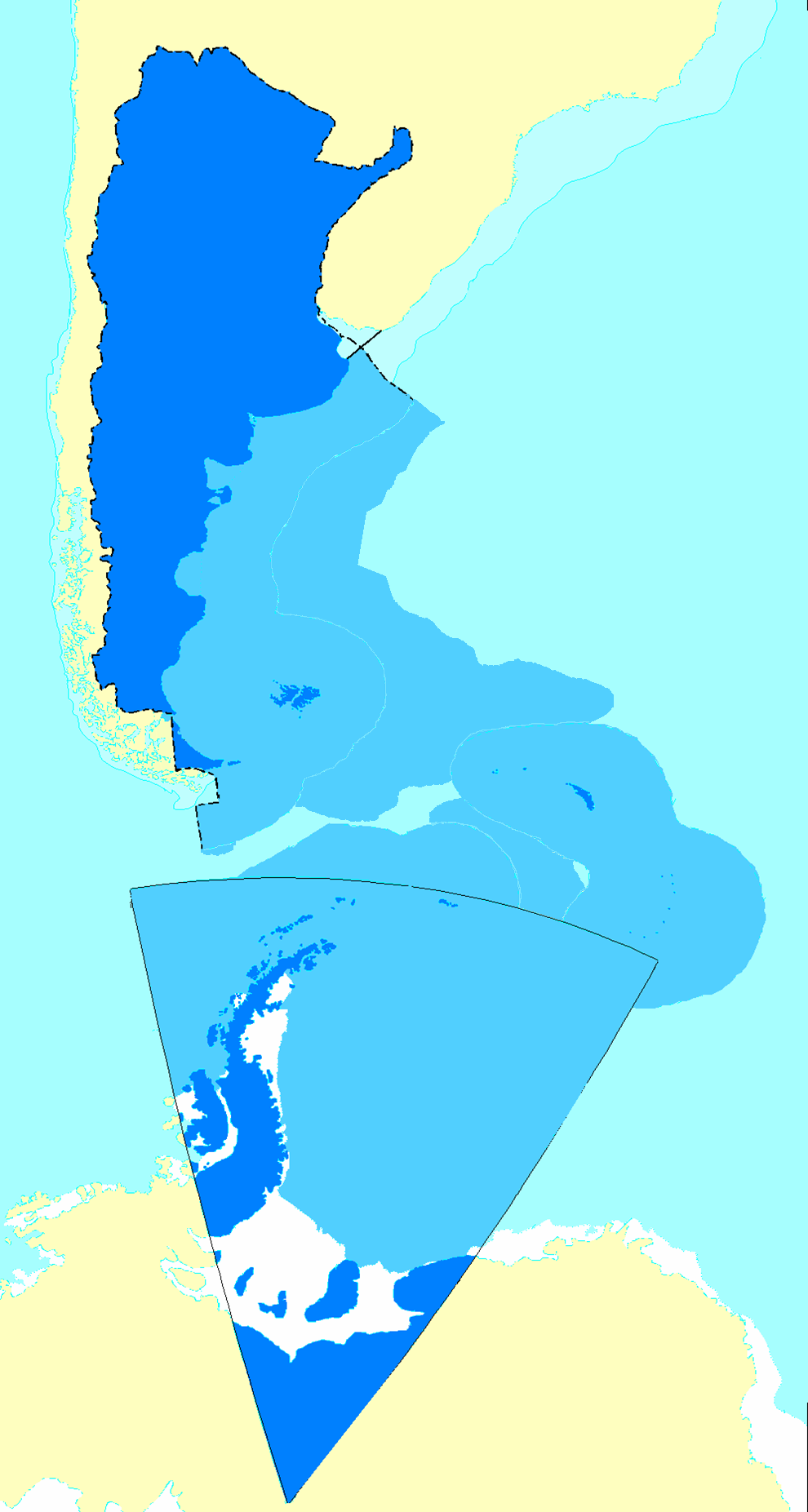
Територіальні претензії Аргентини

Згідно з Конвенцією Організації Об'єднаних Націй з морського права (UNCLOS) 1982 року, протяжність територіальних вод країни встановлено в 12 морських миль (22,2 км). Прилегла зона, що примикає до територіальних вод, в якій держава може здійснювати контроль необхідний для запобігання порушень митних, фіскальних, імміграційних або санітарних законів простягається на 24 морські милі (44,4 км) від узбережжя (стаття 33). Виключна економічна зона встановлена на відстань 200 морських миль (370,4 км) від узбережжя. Континентальний шельф — 200 морських миль (370,4 км) від узбережжя, або до континентальної брівки (стаття 76).

### Час
Час в Аргентині: UTC-3 (-5 годин різниці часу з Києвом).

## Геологія
Древня кристалічна основа Патагонської платформи вкрита великим чохлом морських і континентальних, у тому числі давніх водольодовикових відкладень.

### Корисні копалини
Надра Аргентини багаті низкою корисних копалин: свинець, цинк, олово, мідь, залізну руду, марганець, нафту, уранові руди.

### Сейсмічність
Територія Аргентини характеризується підвищеною сейсмічністю. Загальне сейсмічне тло країни — 6-7 бальне.

## Рельєф
Середні висоти — 595 м; найнижча точка — Лагуна-дель-Карбон (105 м нижче рівня моря), що в провінції Санта-Крус між містами Пуерто-Сан-Хуліан і Команданте-Луїс-П'єдра-Буена; найвища точка — гора Аконкагуа (6960 м), найвища точка Анд, Південної Америки і Південної півкулі землі. Велика довжина території Аргентини з півночі на південь забезпечує різноманітність природних умов. За будовою поверхні країну можна розділити на дві частини: підвищену — західну і південну і рівнинну — східну.

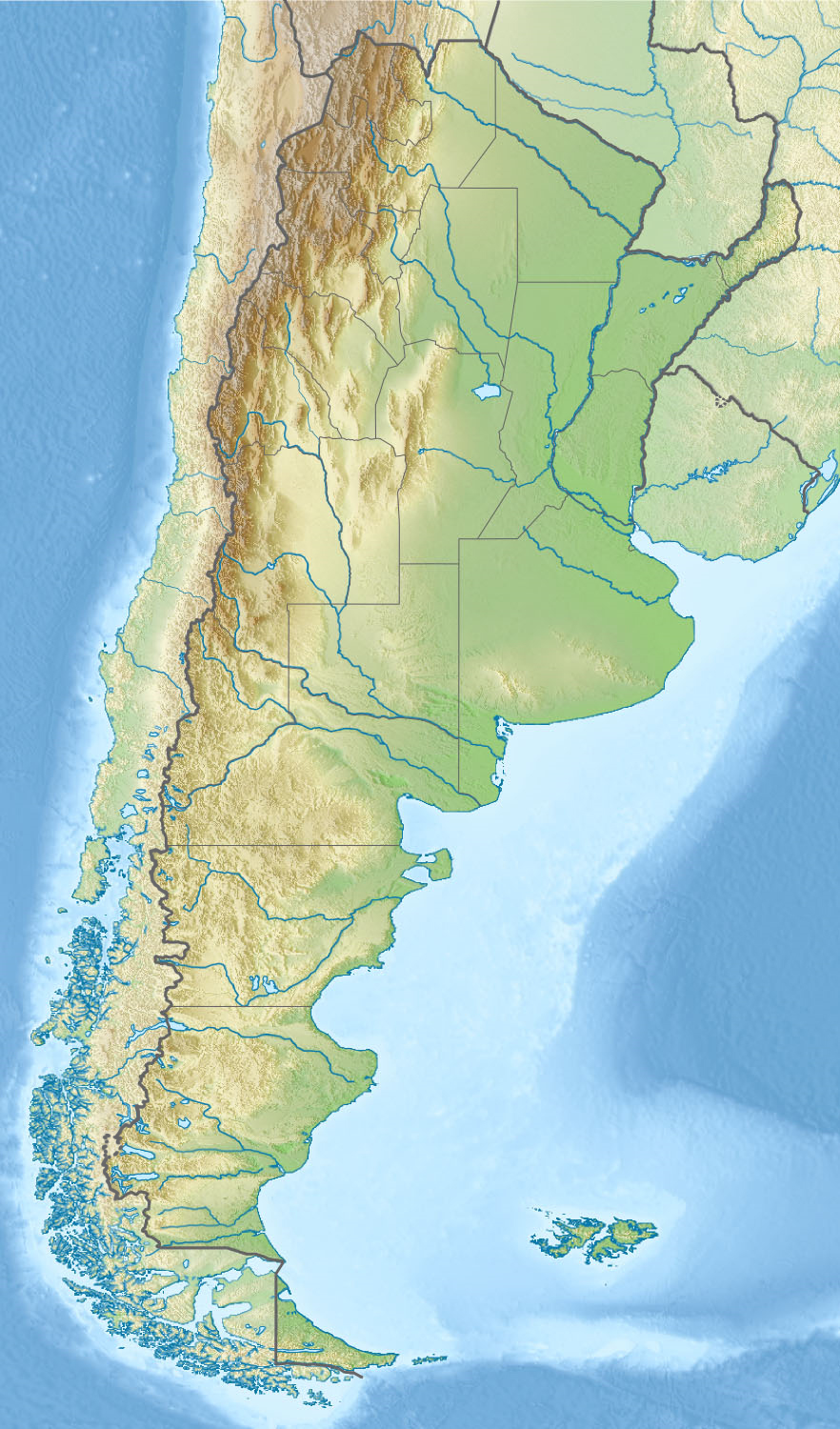
Рельєф Аргентини
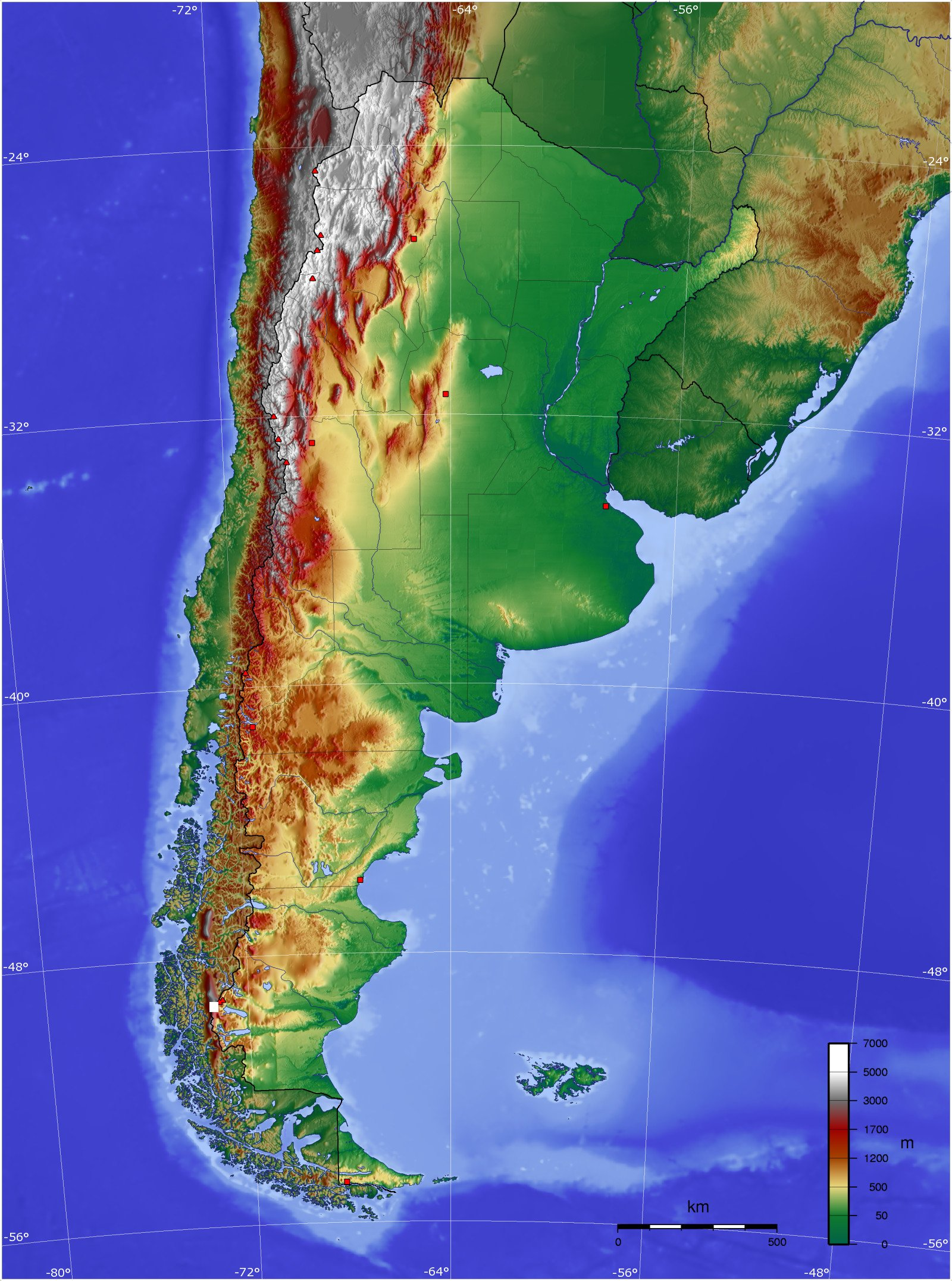
Гіпсометрична карта  Аргентини
Супутниковий знімок поверхні країниСупутниковий знімок поверхні країни
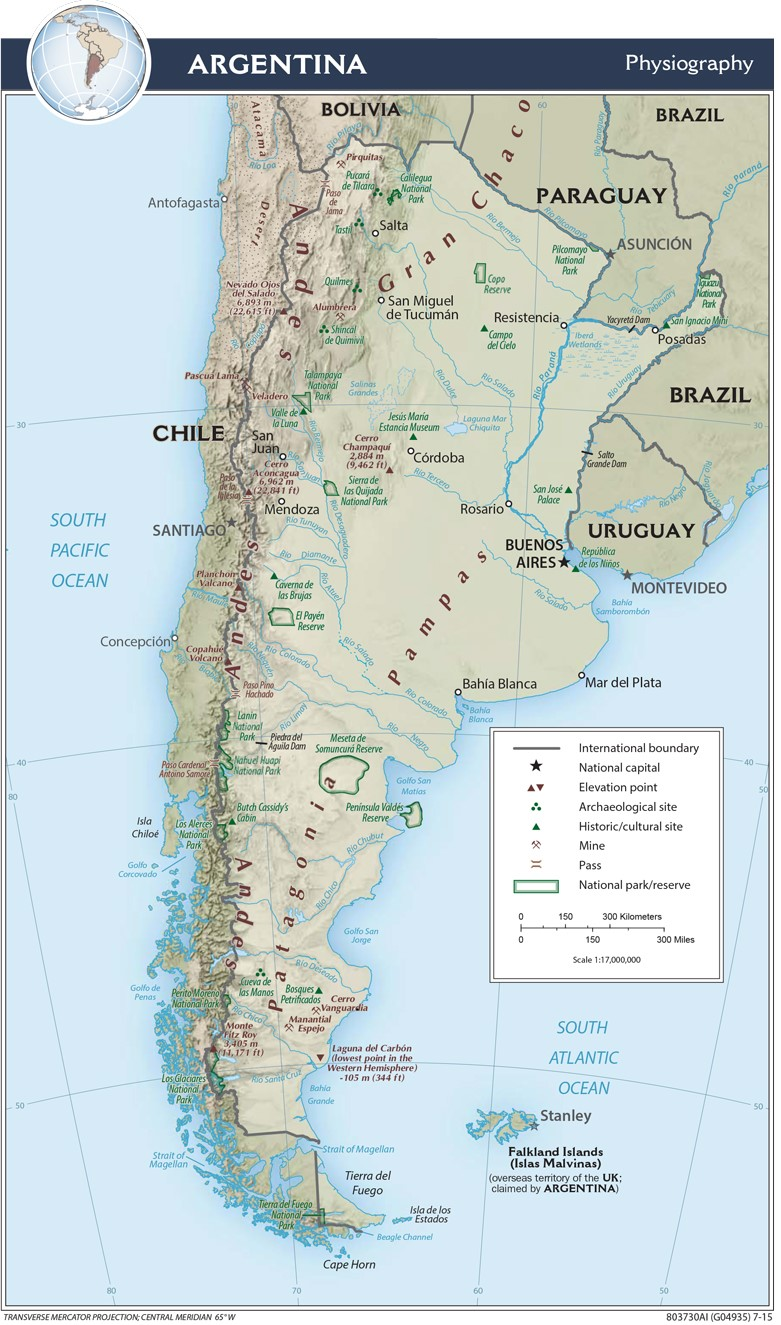
Карта країни (англ.)

Вздовж усього західного кордону Аргентини простяглися могутні Анди, що виникли під час альпійського гороутворення. На північному заході (до 28° пд. ш.) на висоті 3000-4000 м розміщується широке вулканічне плато Пуна-де-Атакама, кам'янисті ділянки якого чергуються з солончаковими западинами. Зі сходу плато обрамлює Східна Кордильєра (Серро-Галан, 6600 м) з величними сніговими вершинами, а з заходу — пасма погаслих вулканів, серед яких вулкан Юяйяко (6723 м), вулкан Антофалья (6100 м), гора Охос-дель-Саладо (6880 м) та інші. На південь від 28° пд. ш. Анди різко вужчають. У Головній Кордильєрі знаходяться найвищі вершини Південної Америки, увінчані сніговими шапками: Аконкагуа (6959 м), Тупунгато (6800 м), Мерседаріо (6770 м). На південь від 37° пд. ш. Анди знижуються до 2000 м, стають більш розчленованими, кордон снігової лінії опускається до 1200 м. На південь від 41° пд. ш. починаються Патагонські Анди. Тут збереглися сліди древнього заледеніння. А вологий і прохолодний клімат на півдні сприяє розвитку сучасних льодовикових форм рельєфу. Льодовики спускаються вниз довгими химерними язиками. Біля підніжжя гір вони створюють мальовничі форми рельєфу.
Між 23° і 38° пд. ш. на схід від Анд витяглися в меридіональному напрямку Прекордильєри і Пампінські Сьєрри. Ці гори древнього походження, для них характерні плоскі вершини і круті асиметричні схили. З горами чергуються глибокі долини і широкі міжгірні улоговини, зайняті солончаками. У районах Сан-Хуана, Сан-Луїса, Ла-Ріохи зустрічаються специфічні форми рельєфу — меданос і ареналес — утворення рухомих пісків.

Гірські вершини
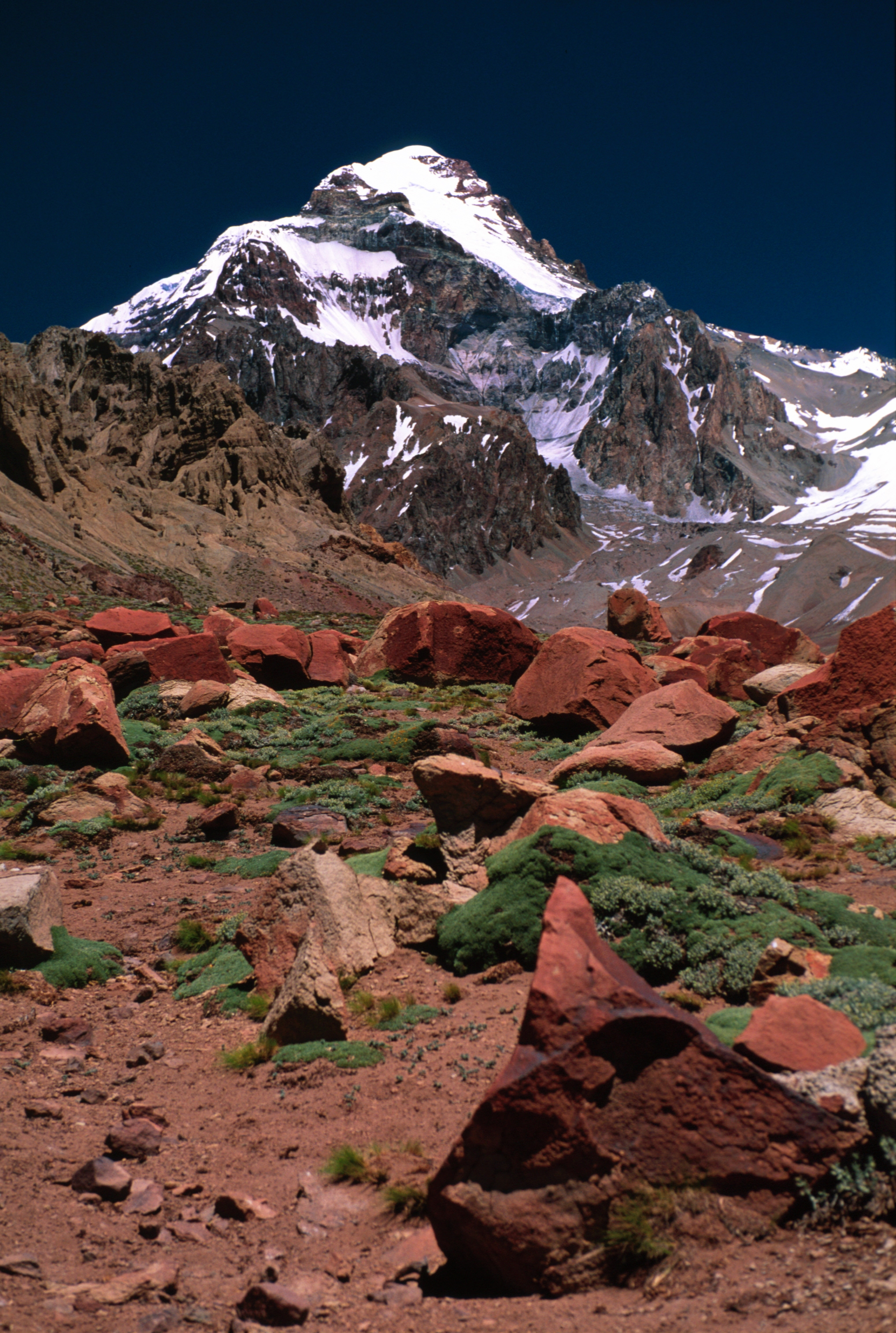
Аконкагуа
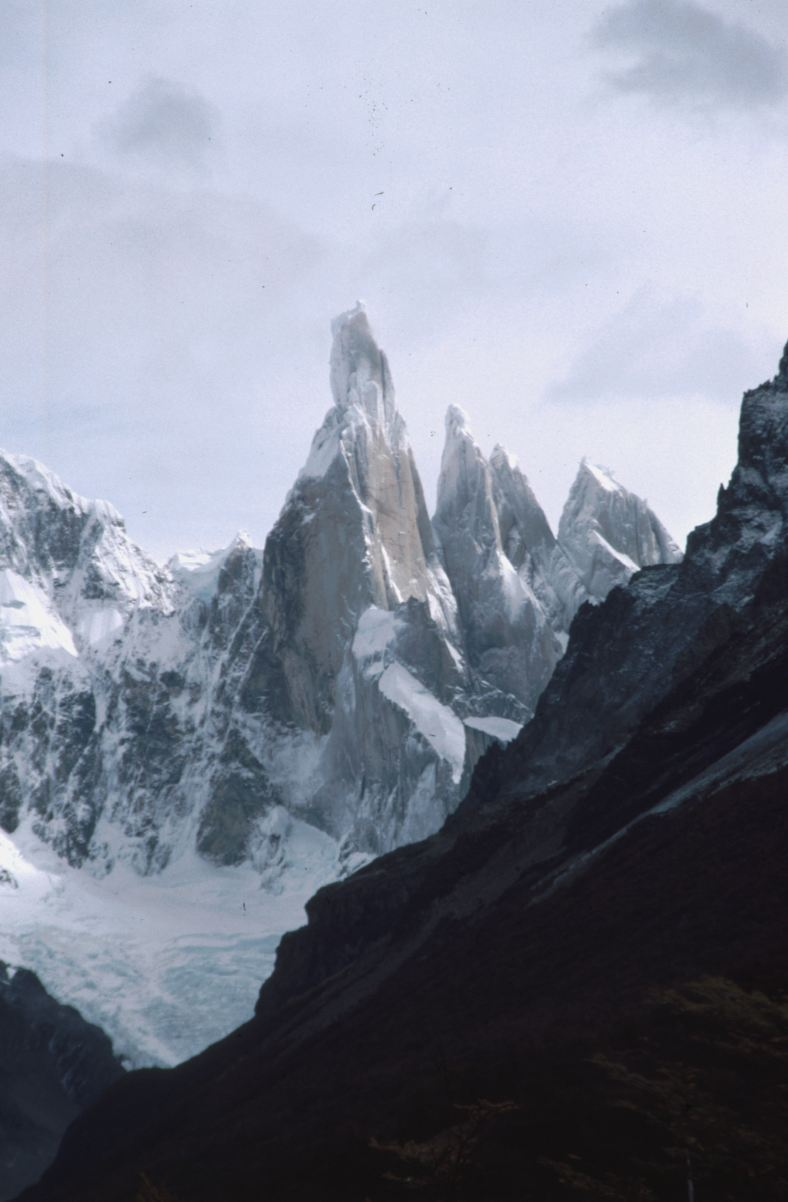
Серро-Торре
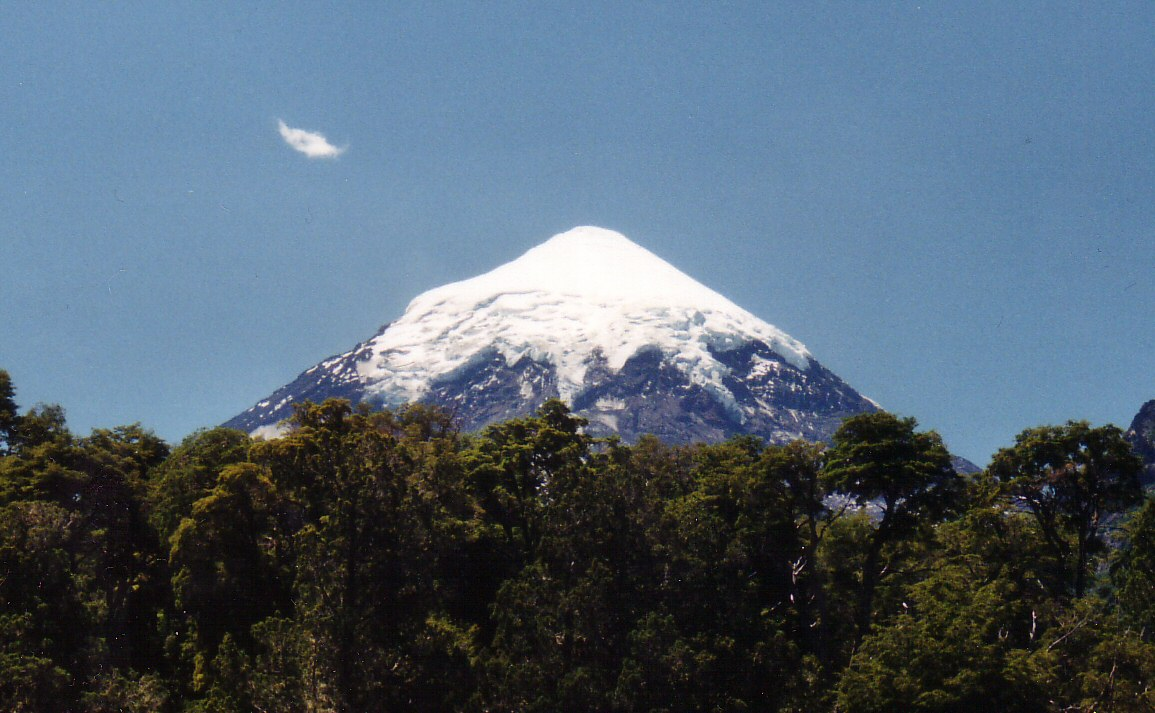
Вулкан Ланін

Увесь північний схід Аргентини займає Лаплатська низовина, що складається з рівнин Гран-Чако, Пампа і межиріччя Парани та Уругваю. Рівнина Гран-Чако полого знижується від передгір'їв Анд на схід. Межиріччя Парани і Уругваю — рівнинна область, утворена червоними пісковиками і мергелями, покритими товстим шаром глинистого алювію та лісом. Північна частина цієї рівнини — лавове плато, центральна — плоска заболочена низовина, південна — горбиста рівнина, перетнута пісковиковими грядами — кучильяс. Пампа за рельєфом ділиться на північно-східну — низьку (Вологу) і південно-західну — високу (Суху). Низька Пампа — плоска рівнина, що знижується з 250 м на заході до 20 м на сході. Висока Пампа лежить на рівні 300—600 м. Її поверхня хвиляста, ряди піщаних дюн чергуються з солончаками і солоними озерами, а рівнинність порушується древніми середньовисотними масивами.
На південь від річки Ріо-Колорадо і на схід від Анд лежить Патагонія. Її поверхня складається зі ступінчастого плато з крутими схилами, розчленованими глибокими каньйонами. Східці спускаються із заходу на схід до Атлантичного океану з висоти 2000 м до 100—150 м.
Вирішальний вплив на утворення форм рельєфу Вогняної Землі мало заледеніння, тому на острові переважає моренний ландшафт. Північна його частина — низовинна, південна — гориста.

### Узбережжя

Узбережжя
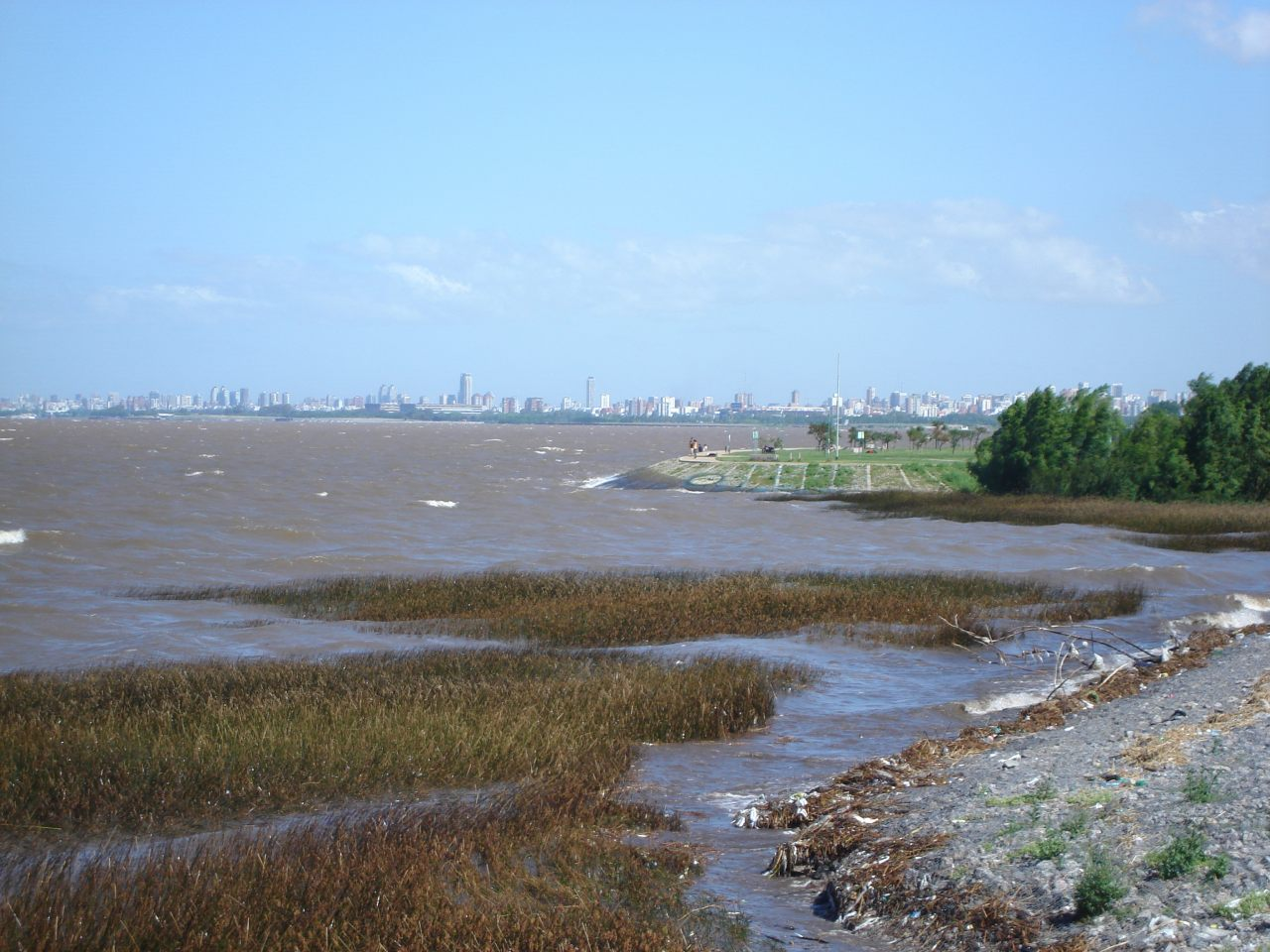
Естуарій Ла-Плати
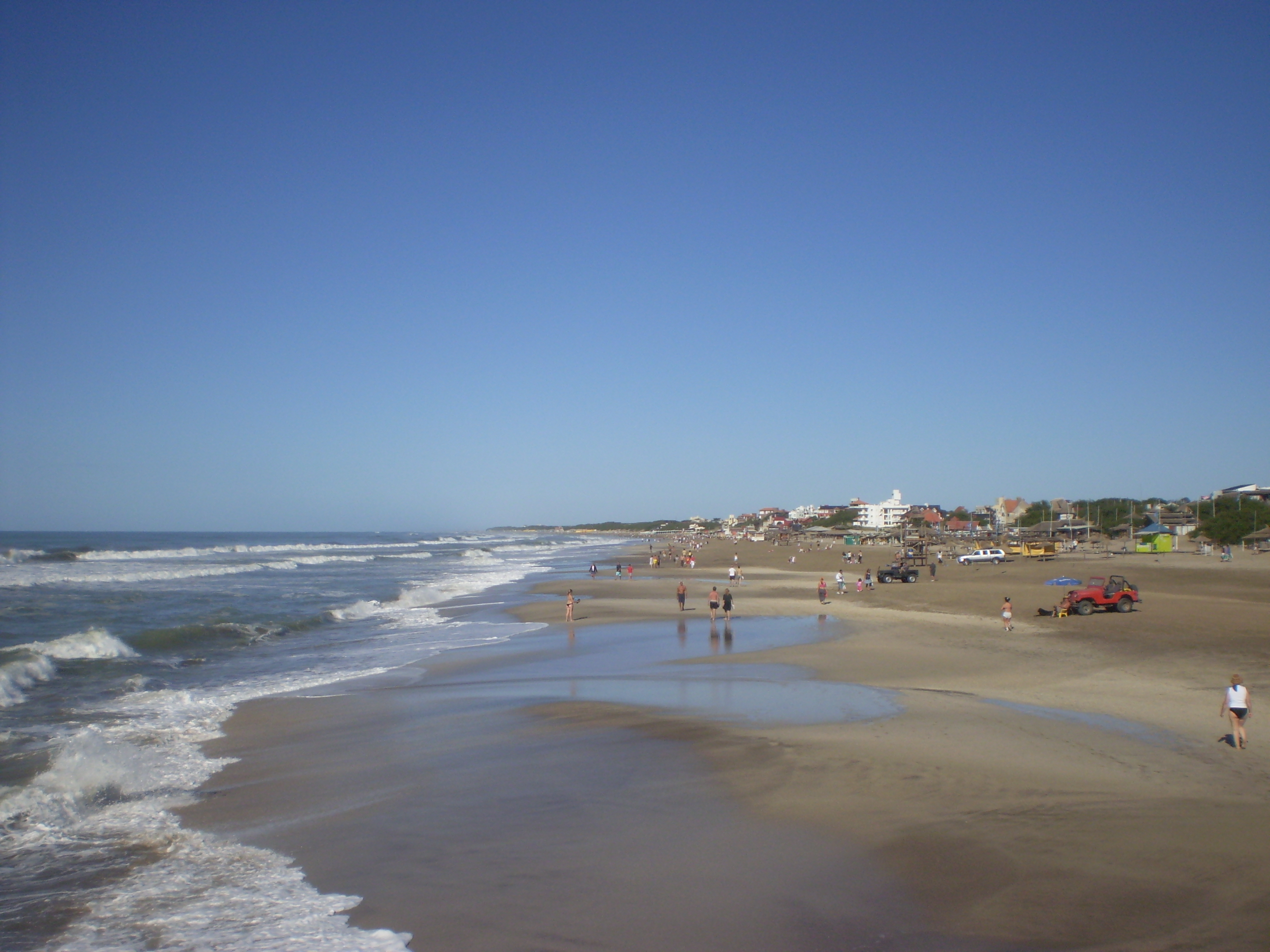
Пінамар
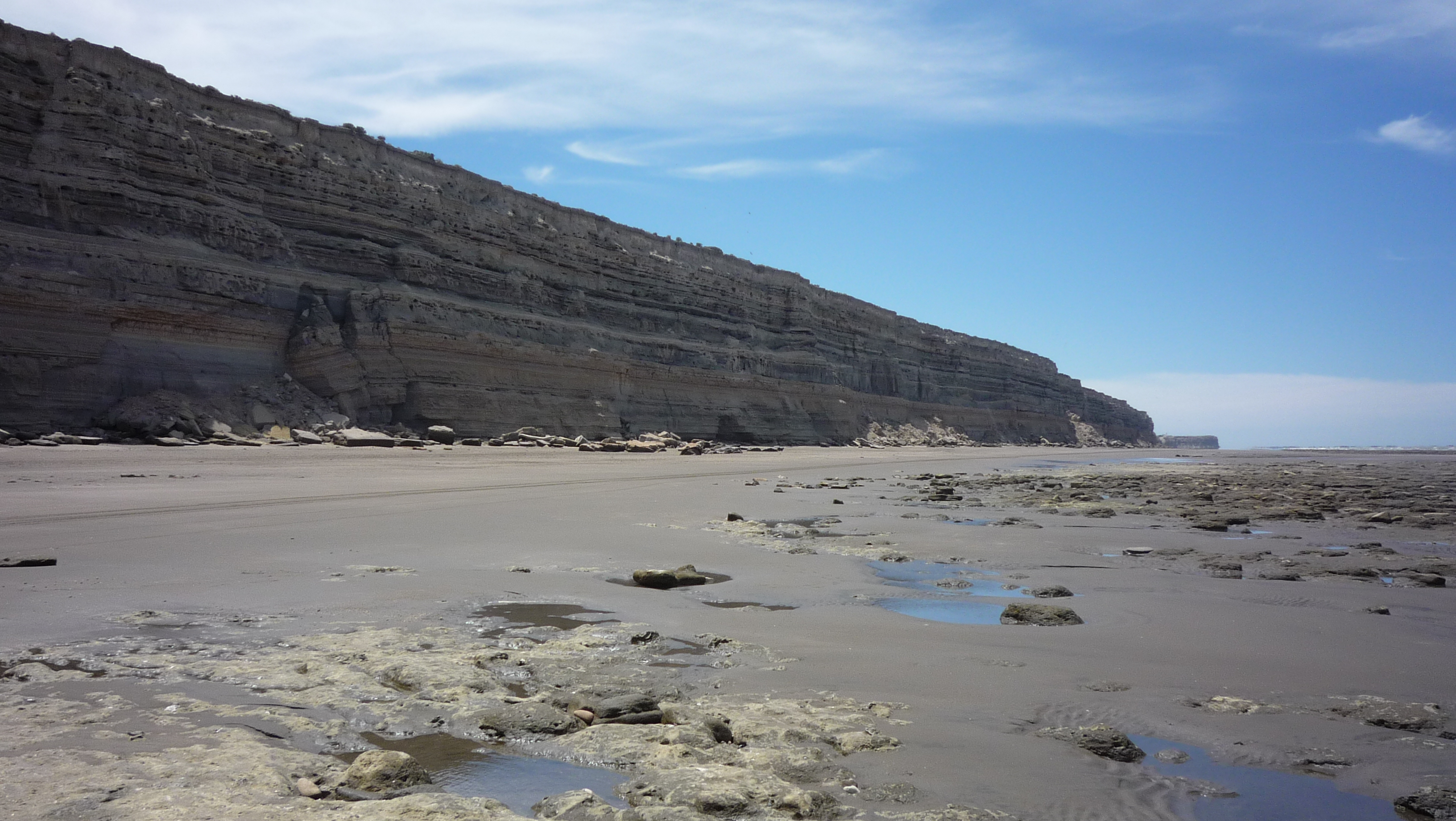
Патагонія
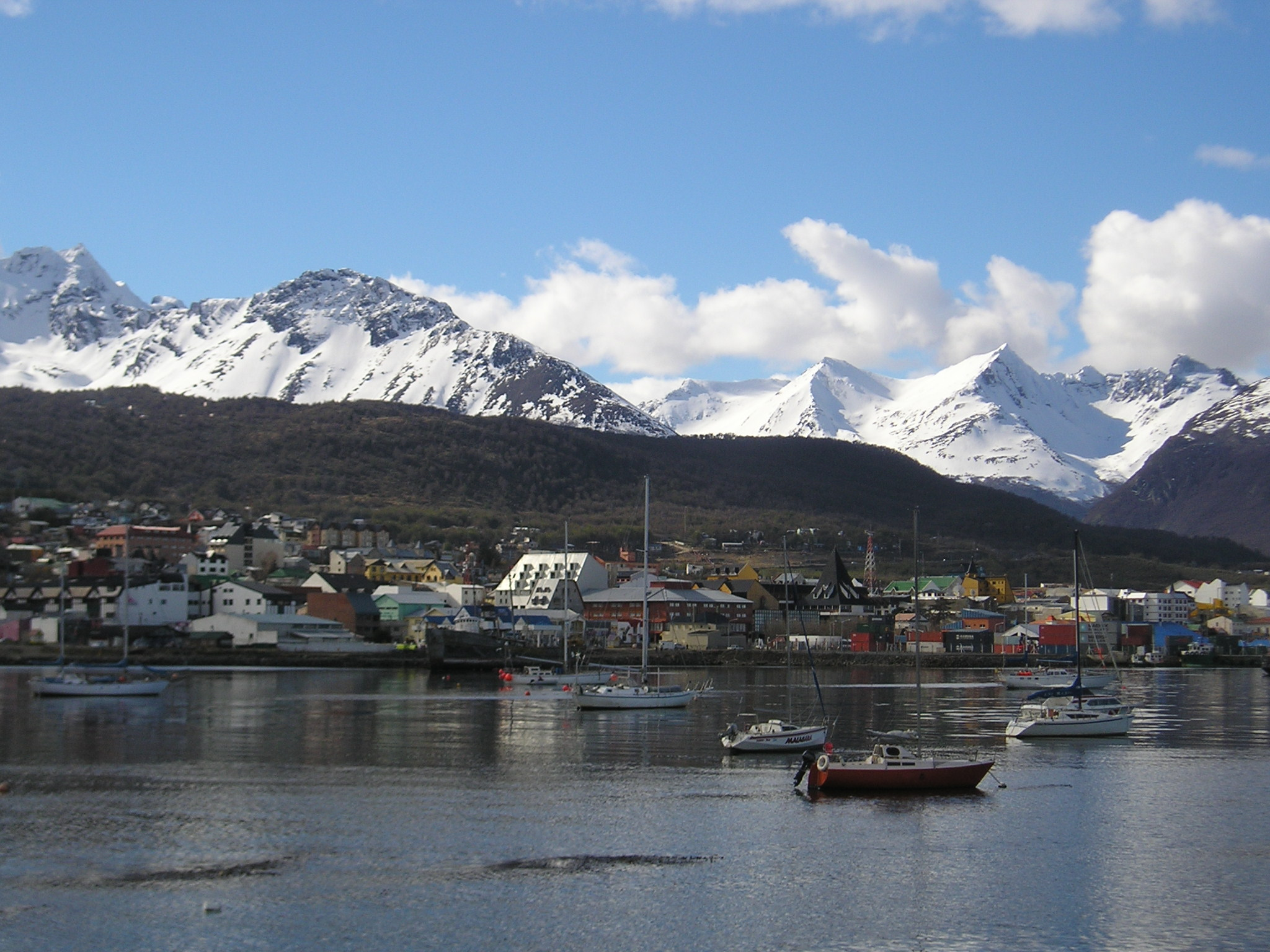
Вогняна Земля, Ушуая

## Клімат
Протяжна територія Аргентини лежить у трьох кліматичних поясах, що змінюють один одного з півночі на південь: тропічному (приблизно до 30 паралелі), субтропічному, помірному (від затоки Сан-Матіас й далі на південь). Середньорічні температури коливаються від +24 °C на півночі до +5 °C на півдні. Клімат країни формується переважно під впливом морських повітряних мас з Атлантичного океану. Проте більше ніж половина території лежить у зоні недостатнього зволоження, що пов'язано з розташуванням гірських систем, які затримують вологі вітри. У Андах — на півночі переважають високогірні, пустельні клімати, в південних районах помірно холодні.
На півночі, в районі Гран-Чако, весь рік панують тропічні повітряні маси. Спекотна посушлива погода з великими добовими амплітудами температури. Переважають східні пасатні вітри. Зволоження нерівномірне. У Буенос-Айресі літні місяці дуже спекотні, і більшість жителів відразу після Різдва виїжджають відпочивати. У січні і лютому місто пустіє. Взимку для європейців погода дуже приємна, температура знижується, але не набагато.
У центральній частині, район Пампи, влітку переважають тропічні повітряні маси з антициклонічною погодою, взимку — помірні з циклонічною. Значні сезонні амплітуди температури повітря, вглиб континенту більш спекотно ніж на узбережжі. Рівномірний сезонний розподіл випадіння атмосферних опадів, можливе випадіння снігу. Клімат із вологим жарким літом і теплою сухою зимою. Середня температура січня +30°, липня +20°, опадів до 900 мм. У центральних районах середня температура січня +23°, липня +9°, опадів близько 1000 мм.

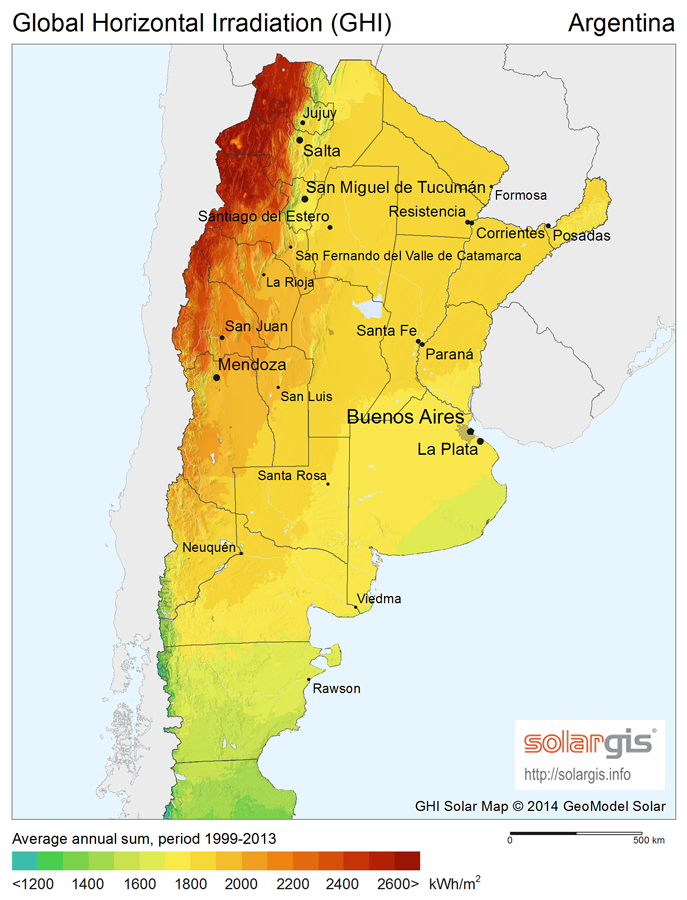
Сонячна радіація (англ.)
Кліматична карта Аргентини (за Кеппеном)
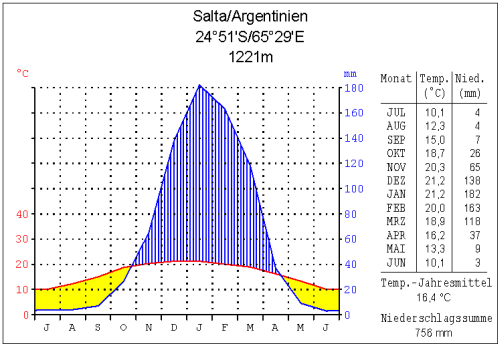
Кліматограма Сальти (північ)
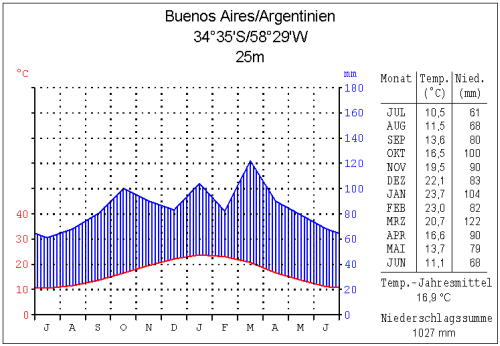
Кліматограма Буенос-Айреса (схід)
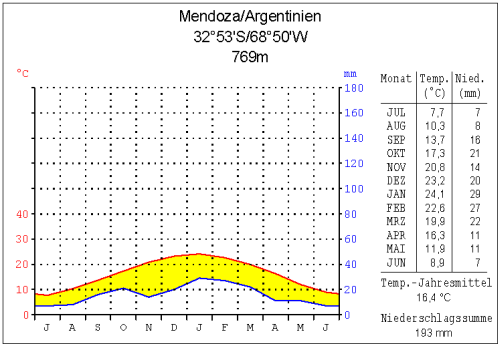
Кліматограма Мендоси (захід)
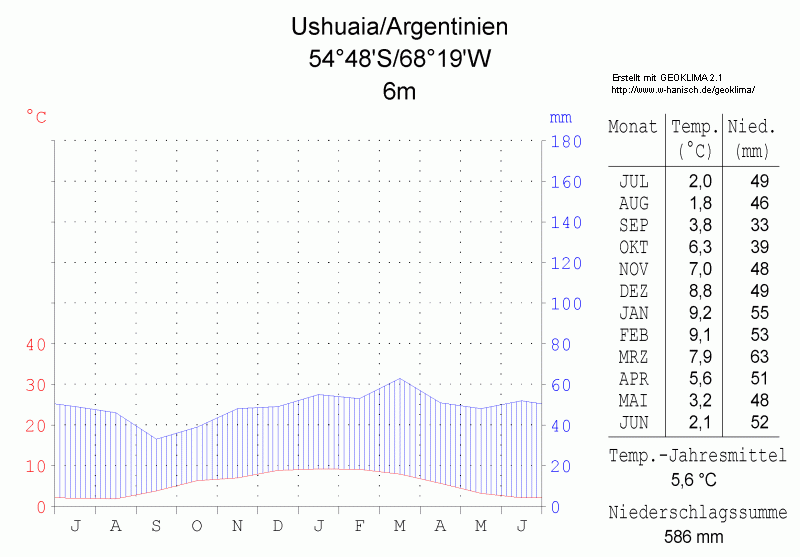
Кліматограма Ушуаї (південь)

На півдні помірний тип клімату, перехідний від морського до континентального. Перевалюють помірні повітряні маси цілий рік, західний масоперенос. Значні сезонні амплітуди температури повітря. Зволоження недостатнє, містами надмірне. У Патагонії набагато холодніше і більшу частину року йдуть дощі. Середня температура січня +12, +22°, липня +2, +5°, опадів 100—250 мм.
Аргентина є членом Всесвітньої метеорологічної організації (WMO), в країні ведуться систематичні спостереження за погодою.

## Внутрішні води
Загальні запаси відновлюваних водних ресурсів (ґрунтові і поверхневі прісні води) становлять 814 км³. Станом на 2012 рік в країні налічувалось 23,6 тис. км² зрошуваних земель. Серед водних ресурсів Аргентини головна роль належить річкам. Найбільш розвинута річкова мережа на північному сході країни, де дві багатоводні річки Парана та Уругвай зливаються в гирло Ла-Плати.Майже третина території Аргентини або безстічна, або має тільки внутрішній стік: центр області Гран-Чако, замкнуті улоговини Прекордильєр, простори західної і південної Пампи. Тут річки короткі, часто губляться в пісках або в солоних озерах. Ці райони потерпають від нестачі питної води.

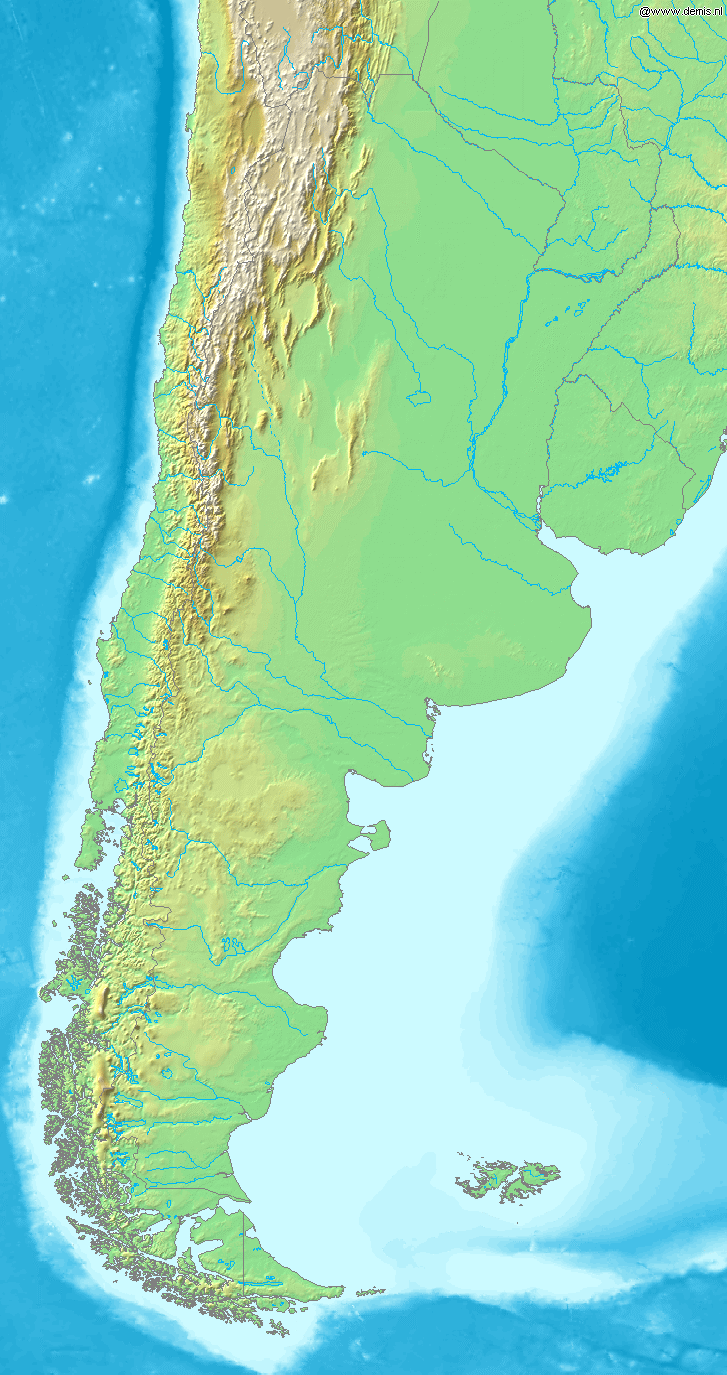
Гідрографічна мережа Аргентини
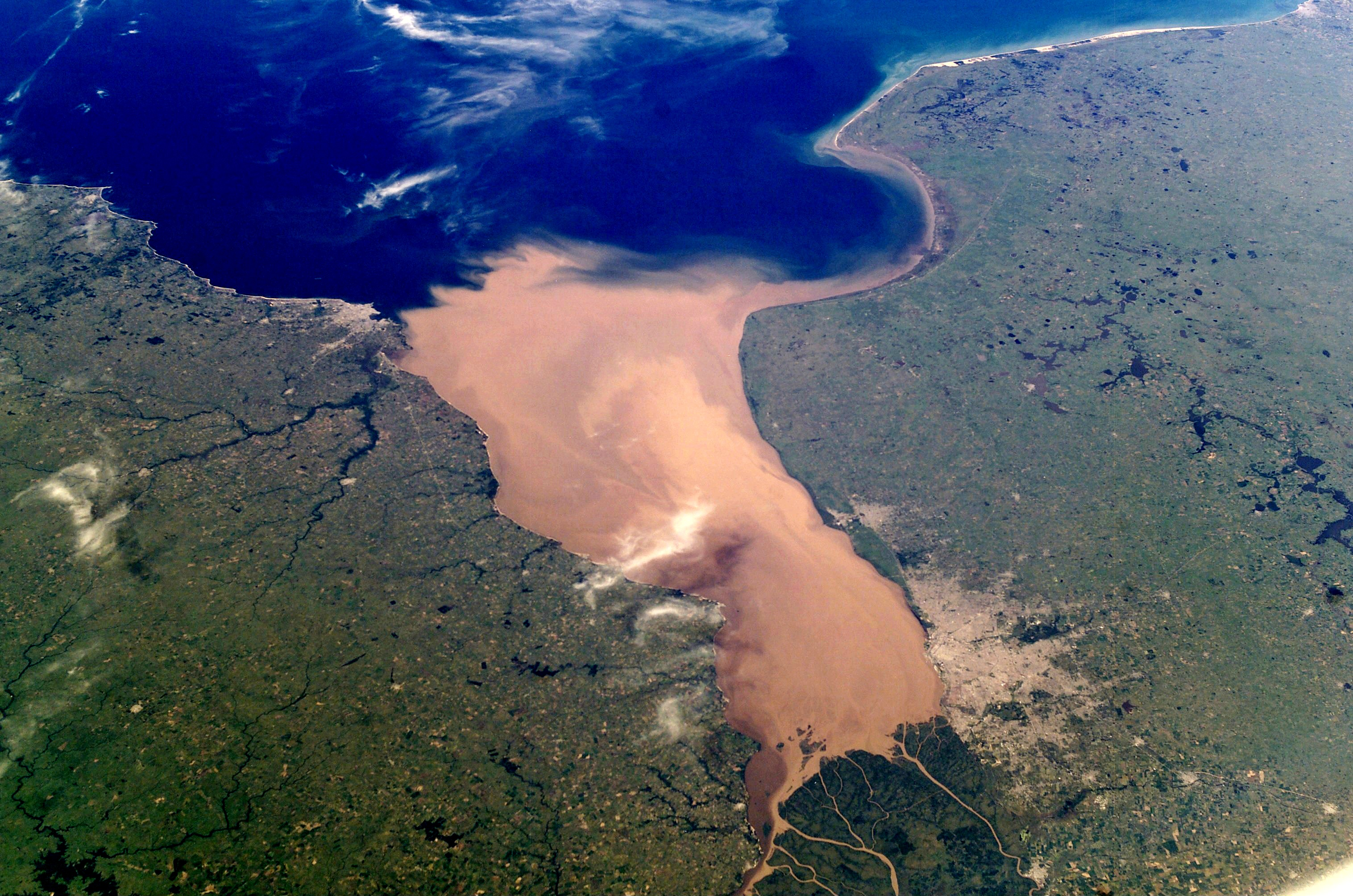
Естуарій Ла-Плата
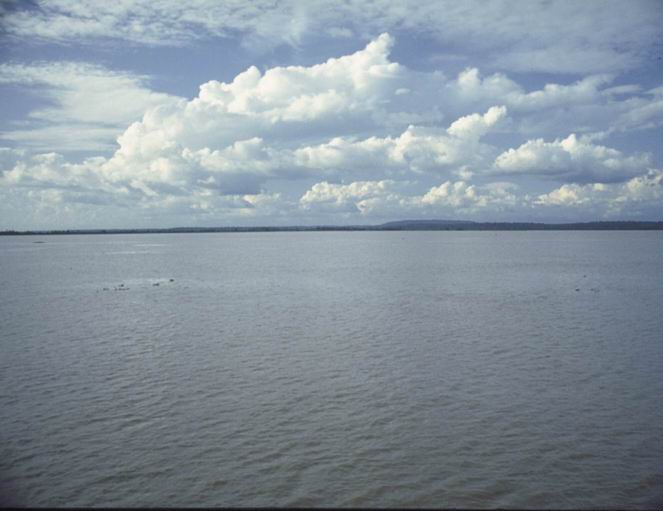
Парана
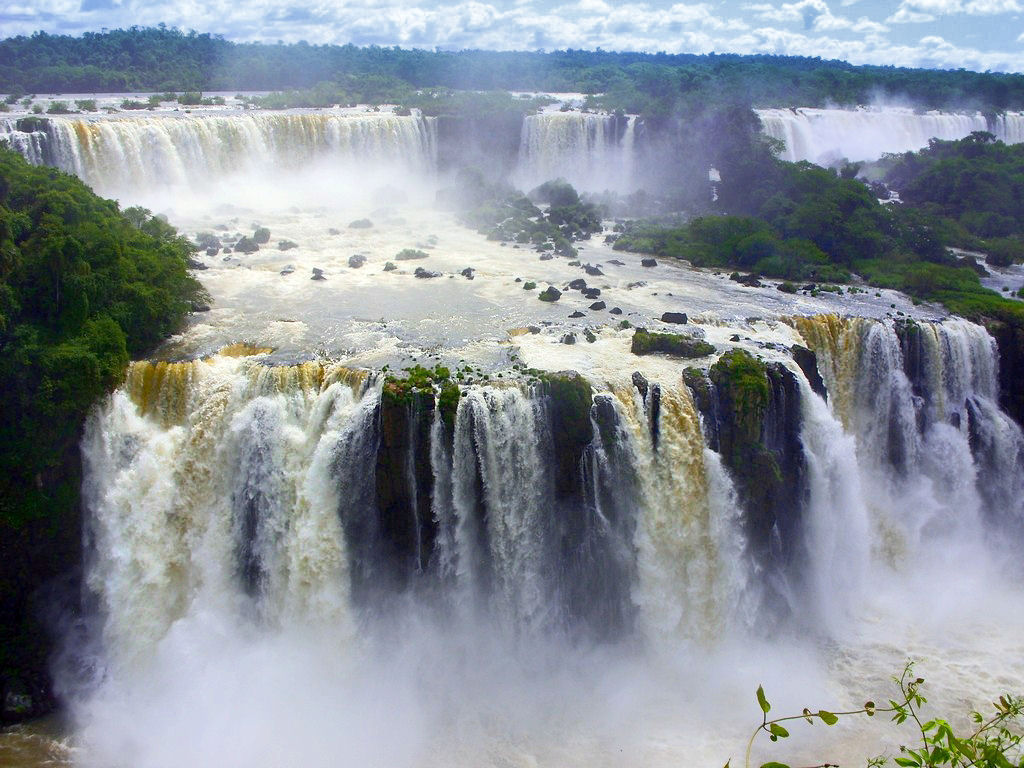
Водоспади Ігуасу
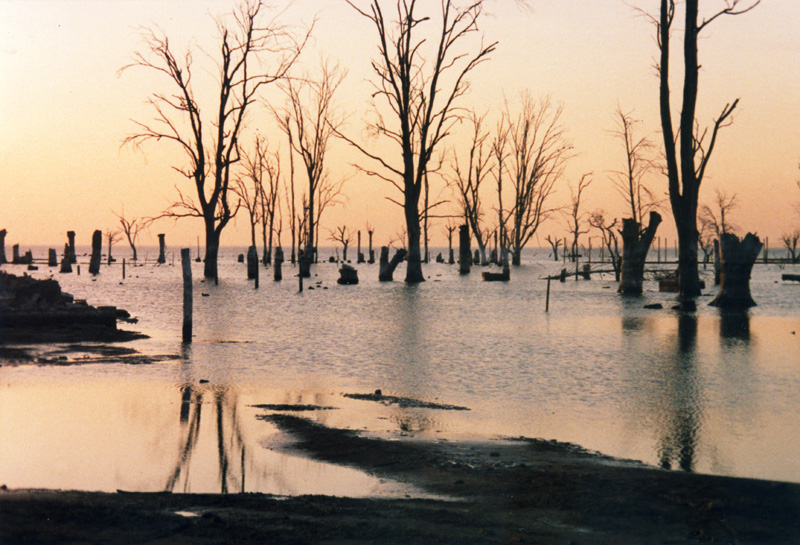
На озері Мар-Чикіта
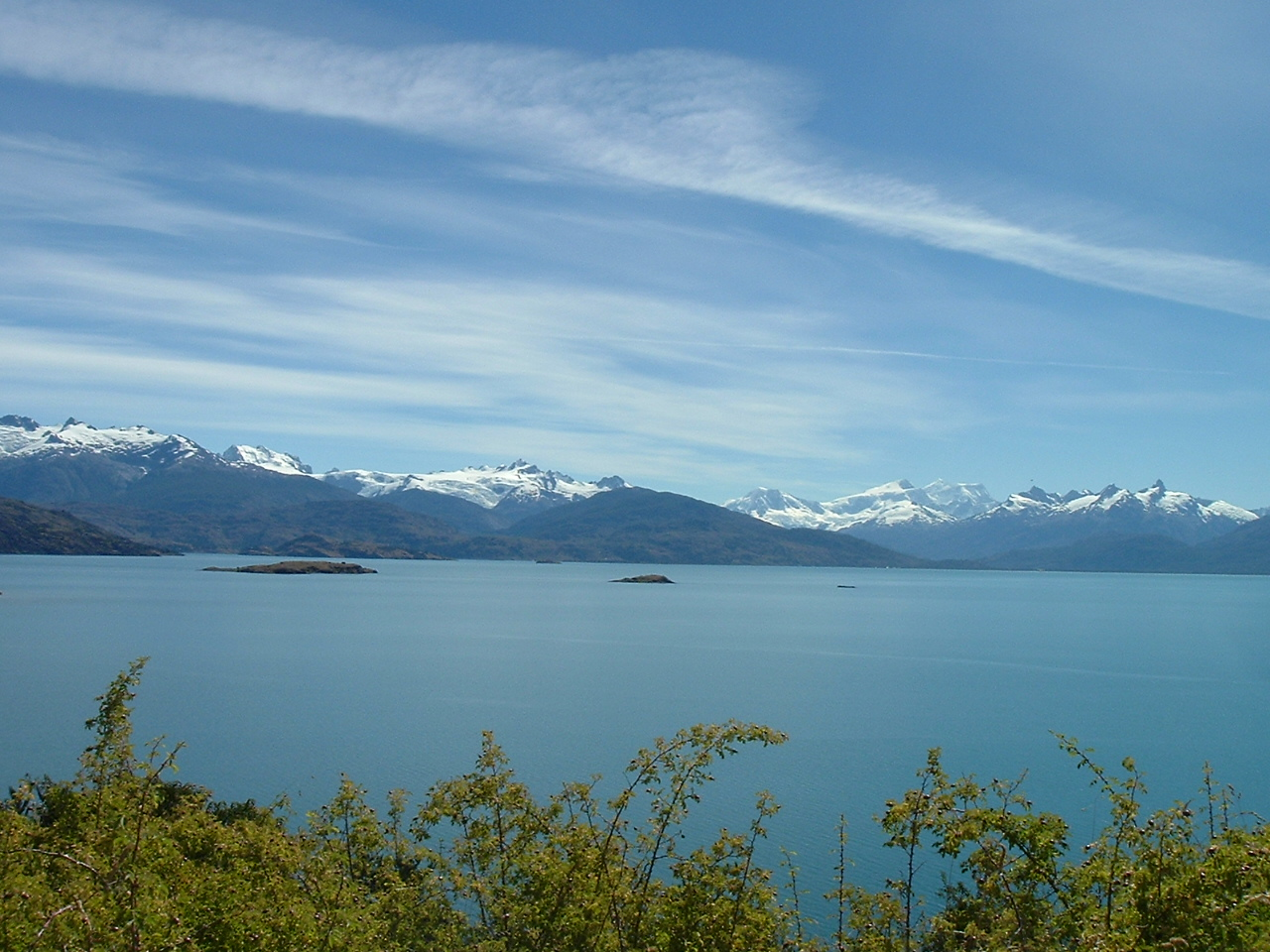
Озеро Буенос-Айрес

### Річки
Річки країни належать басейну Атлантичного океану; на півдні окремі річки несуть свої води до Тихого океану. Річкова сітка густіша на півночі: великі судноплавні річки — Парана з Парагваєм, Уругвай. Найбільш розвинута річкова мережа на північному сході країни, де дві багатоводні річки Парана та Уругвай зливаються в гирло Ла-Плати.
За довжиною і площею басейну річка Парана є другою річкою Південної Америки після Амазонки. На території провінції Місьйонес вона тече в скелястій ущелині і рясніє порогами і водоспадами. Нижче, виходячи з ущелини, зливається зі своєю головною притокою — річкою Парагвай. Нижче гори Діаманте Парана розширюється до 50 км, а після впадіння у неї річки Уругвай утворює естуарій Ла-Плати шириною до 300 км. Річки Парана, Уругвай і Парагвай мають нерівномірний режим стоку з літньо-осіннім максимумом і переважно дощове живлення. Рівень води дуже коливається, тому нерідкі повені, що завдають великих збитків країні.
Найбільші річки північної Аргентини — притоки Парани: Пількомайо, Ріо-Бермехо, Ріо-Саладо. Вони течуть по рівнинній місцевості, влітку розливаються; взимку, в посушливий період, міліють.
Гірські річки Анд мають льодовиково-дощове живлення і відрізняються рівномірним режимом стоку. Вони несуть багато уламкового матеріалу і, не отримуючи додаткового живлення, губляться в піщаних рівнинах.
Річки Патагонії — Ріо-Негро, Ріо-Колорадо, Чубут, Ріо-Десеадо, Санта-Крус беруть початок в Андах і течуть глибокими і вузькими долинами в Атлантичний океан. Вони маловодні, порожисті і мають змішане льодовиково-снігове живлення.

### Озера
У країні багато озер, особливо в Патагонії і в північній частині межиріччя річок Парани та Уругваю. У Патагонії озера переважно льодовикового походження. Найбільші з них: Буенос-Айрес, В'єдма, Лаго-Архентіно, Науель-Уапі.

### Льодовики

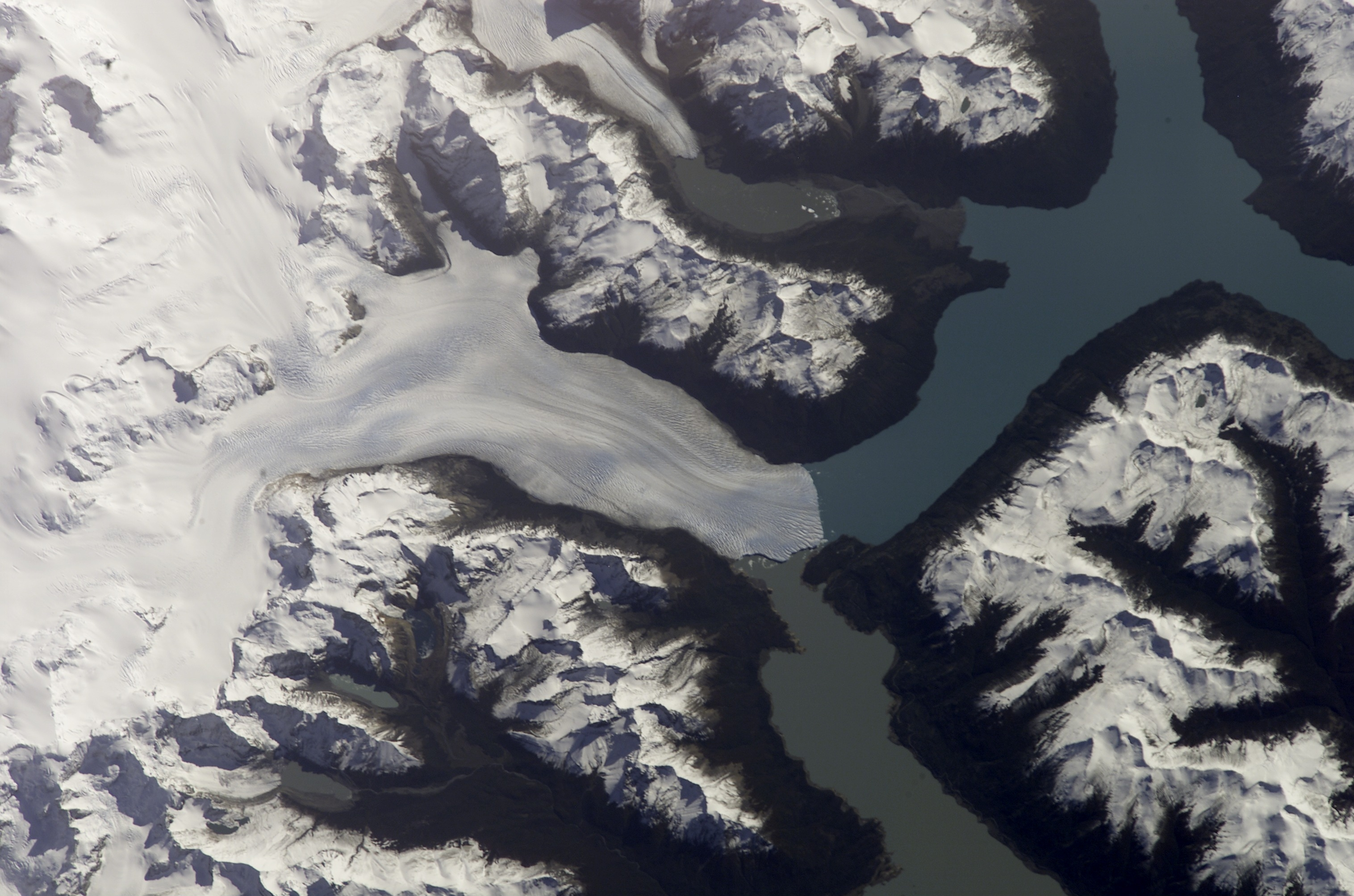
Льодовик Періто-Морено з космосу
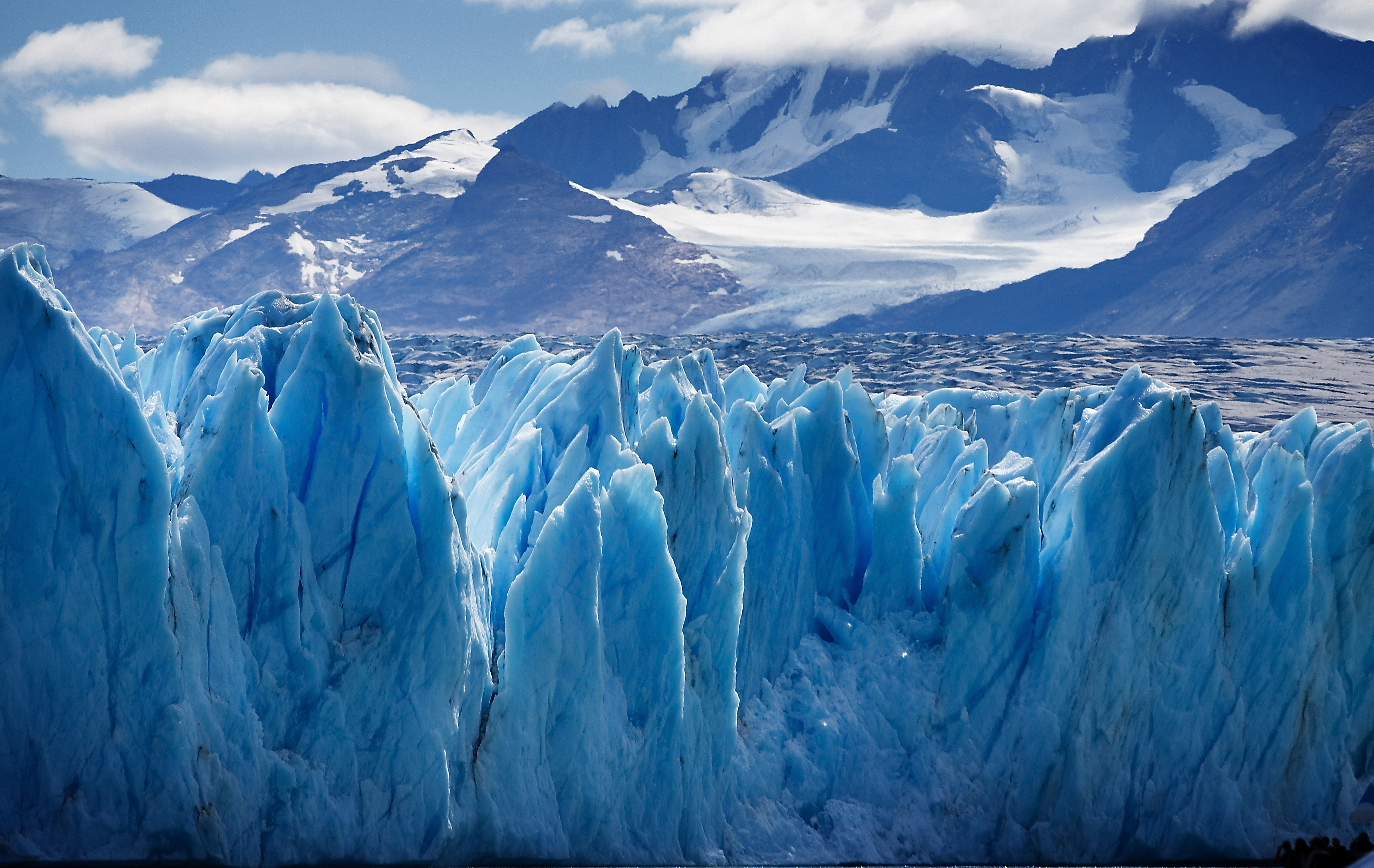
Національний парк Лос-Гласьярес

## Рослинність
Розташування Аргентини в трьох кліматичних поясах створює умови для росту на її території різноманітної рослинності: від тропічних лісів на півночі до напівпустель у Патагонії і Пуна-де-Атакама. Ліси займають близько 21,6 % частини території країни. У Гран-Чако, на червоноземних ґрунтах, сухе рідколісся з цінним, багатим на танін деревом квебрахо; в Пампі, на родючих чорноземних ґрунтах — лучно-степова рослинність; у Патагонії, на бурих ґрунтах — напівпустелі. Зволожені схили гір на півночі вкриті тропічними лісами, на півдні — мішаними.
У Гран-Чако поширення рослинності залежить від забезпечення вологою. У долинах річок ростуть вічнозелені ліси і гаї, переважно з воскової пальми. Відкрита східна частина Гран-Чако вкрита злаковою рослинністю, західна, де значно сухіше, ксерофітною чагарниковою рослинністю типу «монте» з колючих акацій, кактусів, мімоз. Третина території Гран-Чако вкрита сухими лісами, в яких особливу цінність становить дерево квебрахо (з іспанської — «зламана сокира»). Воно має дуже тверду деревину, а в його корі міститься танін — речовина, з якої отримують дубильний екстракт.
Зустрічаються тут дерево гуаякан, що дає тверду деревину чорного кольору, чаньяр — з їстівними плодами, схожими за смаком на фініки.
У північному Межиріччі ростуть вологі субтропічні ліси. Тут поширені араукарії з цінною деревиною, кедр, лапачо та астроніум, смола якого використовується для отримання скипидару.
Далі на південь переважає чагарникова рослинність, заболочені території вкриті очеретами, тростинами, лататтям, а піднесені сухі — луками з багатим трав'яним покривом. Зустрічаються розріджені ліси з акацій, мімоз, страусового дерева, на берегах річок — пальмові гаї.

Зміна вегетації рослинності протягом року
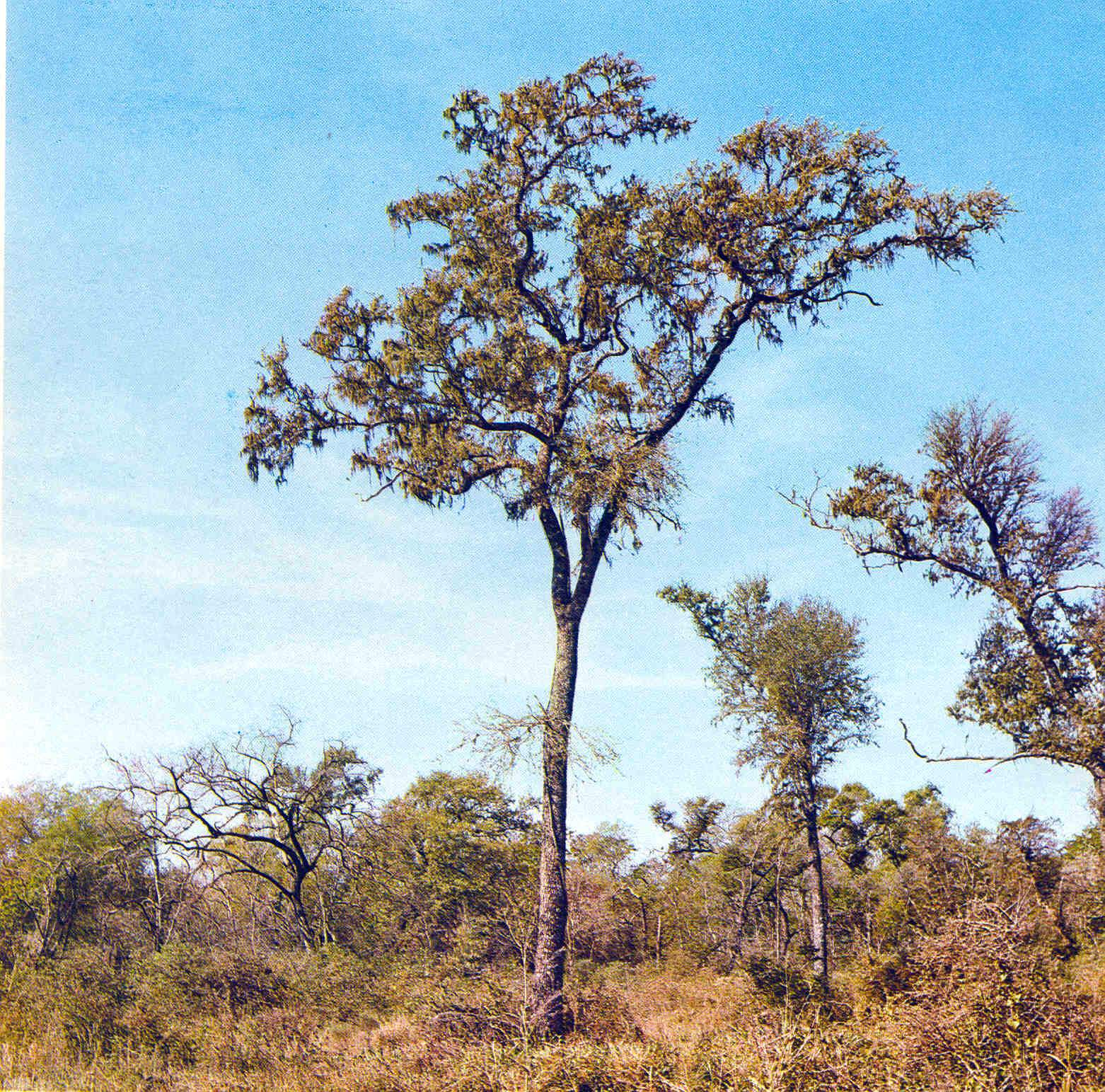
Дерево квебрахо
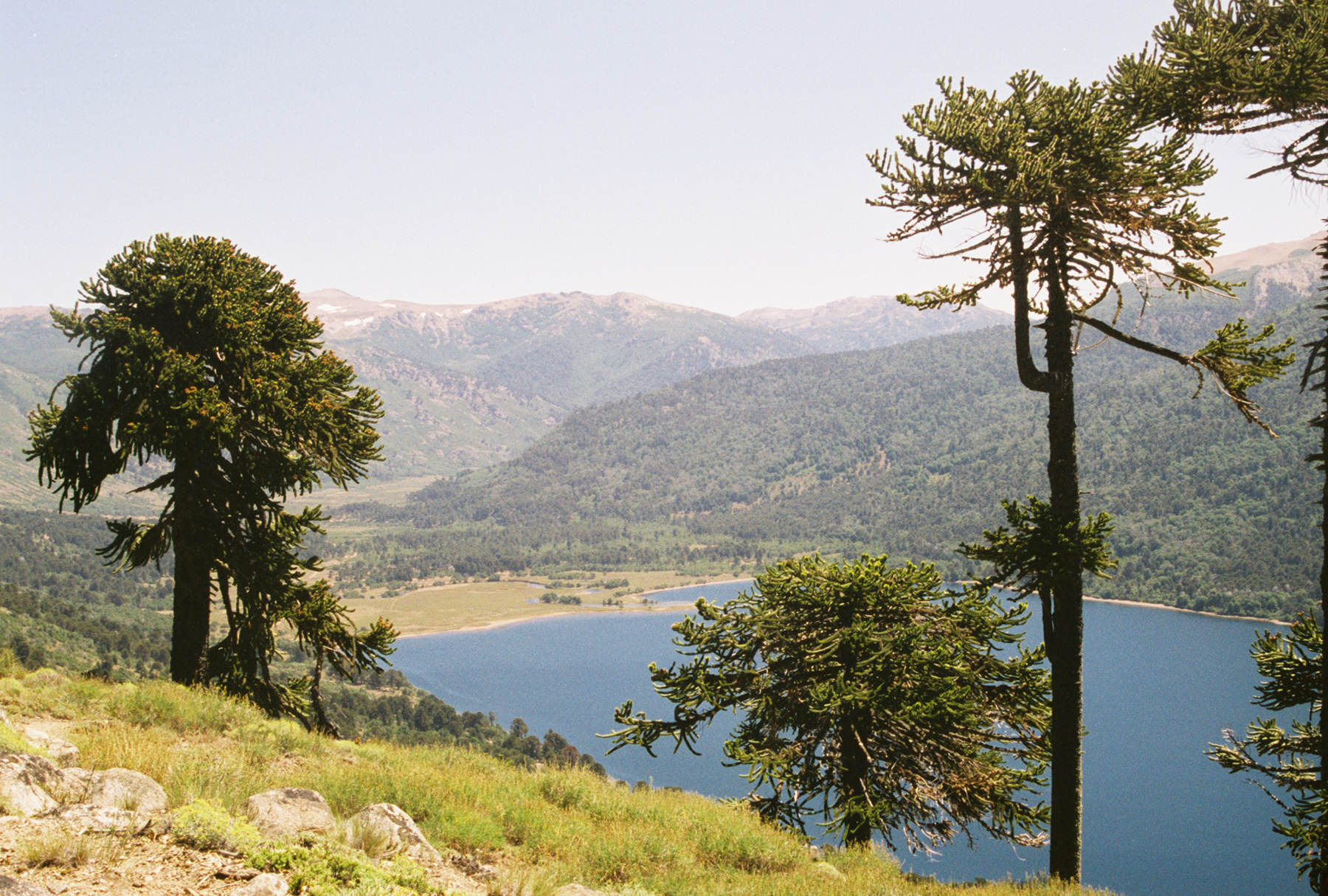
Араукарії на схилах вулкану Ланін
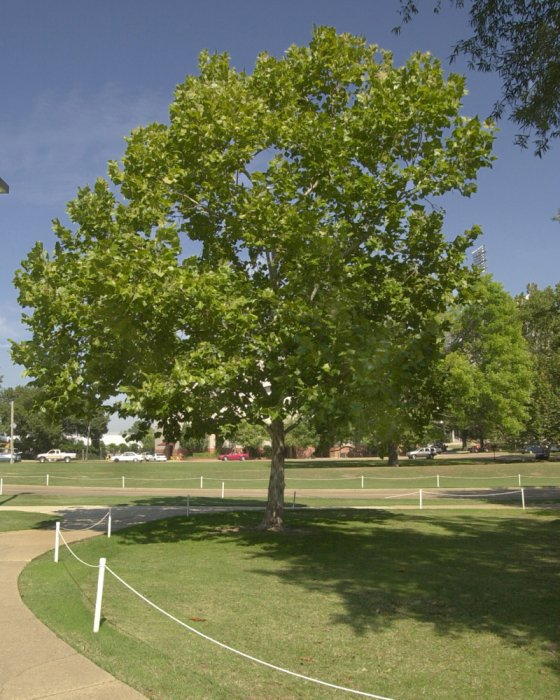
Американський платан

Простори Пампи — пасовища, частина яких розорана і використовується під землеробство. У перекладі з мови індіанців-кечуа «Пампа» означає «позбавлена деревної рослинності». Колись степи Вологої Пампи були вкриті численними злаками (ковила, перлівка, дике просо) і барвистим різнотрав'ям. Але з розвитком землеробства тут почали розмножуватися бур'яни, і степи втратили свій початковий вигляд.
У Сухій Пампі поширена ксерофітна рослинність: низькорослі дерева, колючі чагарники, жорсткі трави. Аналогічна рослинність поширена на захід від Пампи, у міжгірних долинах, де жорсткі злаки і ксерофітні чагарники чергуються з кактусами.
Рослинний покрив Патагонії має напівпустельний характер. Деревної рослинності майже немає, крім вербових лісів по долині річки Ріо-Негро. Долини річок вкриті луками із злаків. На плато, де сильні вітри і літня спека, ростуть подушкоподібної форми чагарники і жорсткі злаки. Лише на північ від річки Ріо-Негро зустрічаються чагарники в суміші зі злаками (тонконіг, ковила, типчак, костриця). Злакові степи поширені і в передгір'ях Анд.
Вологі східні схили Прекордильєр на висоті від 400 м до 1600 м вкриті густими лісами, переважно лаврами, від 1600 м до 2500 м — вільховими лісами, які вище змінюються злаковими степами.
На східних посушливих схилах Анд — бідна напівпустельна рослинність. У Пуна-де-Атакама поширені жорсткі злаки і ксерофітні чагарники.
На південь від 37° пд. ш., де випадає більше опадів, у передгір'ях Анд зустрічаються букові ліси з підліском з бамбука і папороті. У вологих Патагонських Андах — густі змішані ліси з хвойних, вічнозелених і листяних дерев. Серед них зустрічаються ендеміки.

## Тваринний світ
Зоогеографічно територія країни належить до Патагонсько-Пампаської провінції Патагонсько-Андійської підобласті Неотропічної області; острів Вогняна Земля — до Чилійсько-Вогнеземельської провінції.

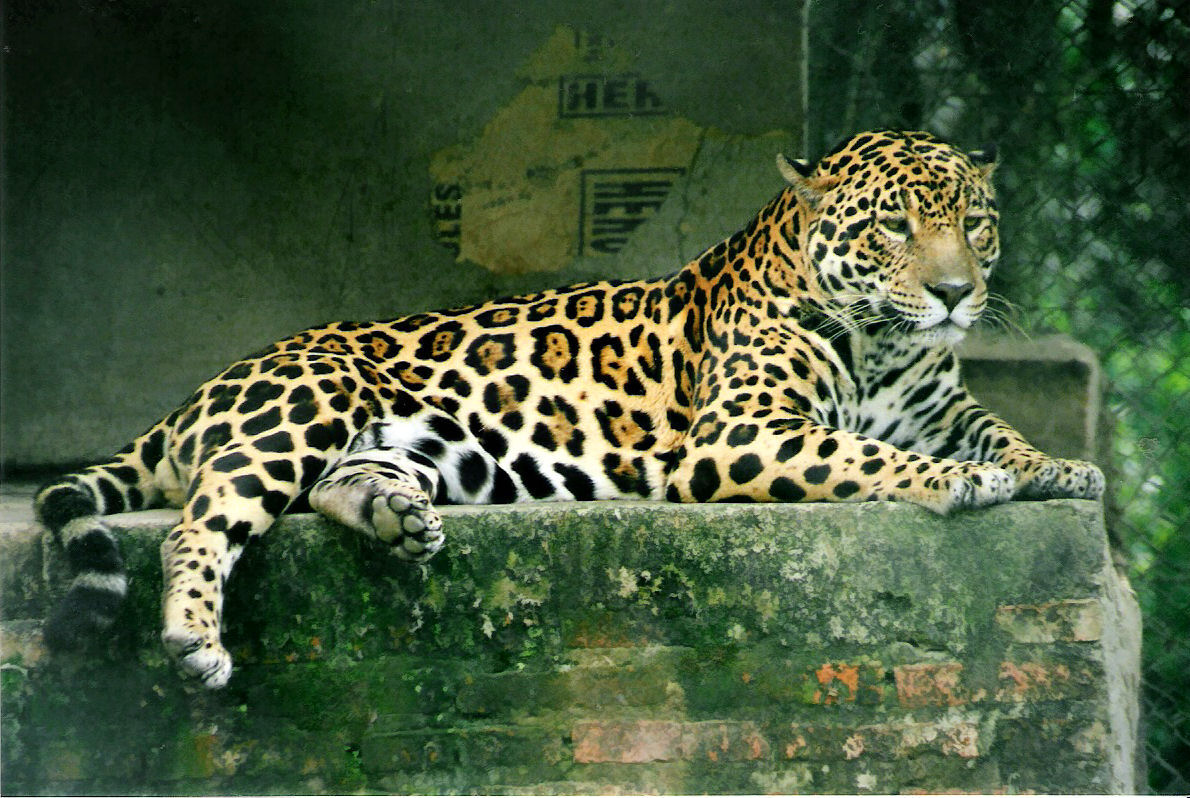
Ягуар у провінції Формоса
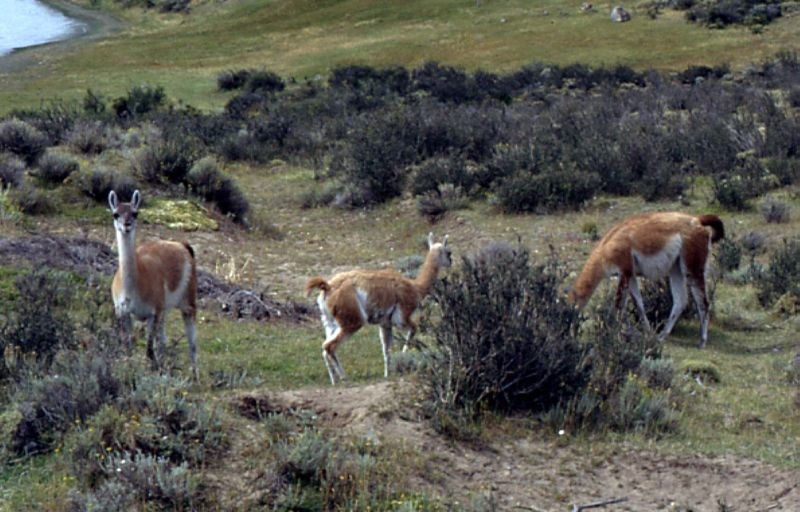
Гуанако

Тваринний світ Аргентини не такий багатий і різноманітний, як в інших країнах Південної Америки, але він має чимало ендемічних видів. До них належать пампаський олень, пампаська кішка, магеллановий собака. Вони мешкають в Андах, їх передгір'ях і в малонаселених областях Патагонії. З хижих звірів зустрічаються: на півночі країни — ягуар, реліктовий очковий ведмідь, пума (Чако і напівпустелі Патагонії). На відкритих просторах багато броненосців і гризунів (віскаша, мара, туко-туко та інші). На берегах водоймищ мешкають нутрії і видри. В Андах мешкають ендемічні тварини, серед них: два види лам — вікунья і гуанако, але нині вони зустрічаються рідко, і маленькі гризуни чинчильї (шиншили), які через своє м'яке сріблясте хутро майже повністю винищені.
У країні багата орнітофауна: південноамериканський страус-нанду, теру-теру, різні види папуг та інші. У лісах зустрічається колібрі. На півдні Аргентини зустрічаються пінгвіни. На болотах і озерах безліч водоплавних птахів з яскравим забарвленням. На берегах водоймищ зустрічаються фламінго і чапля.
У саванах і лісах багато змій і ящірок.

## Стихійні природні явища
На території країни спостерігаються стихійні природні явища:
- у горах, особливо навколо Сан-Мігель-де-Тукумана і Мендоси, часті землетруси;
- штормові вітри памперос на північному сході й в пампі;
- місцями сильні повіді;
- вулканічна діяльність в Андах вздовж чилійського кордону, вулкан Копахі востаннє вивергався 2000 року[1].

## Охорона природи
Серед екологічних проблем варто відзначити:
- знеліснення, деградацію земель, спустелювання, забруднення повітря і вод.

Для охорони рослинного і тваринного світу створені національні парки: Лос-Гласьярес, Науель-Уапі, Ланін, Лос-Алерсес та інші.

Національні парки
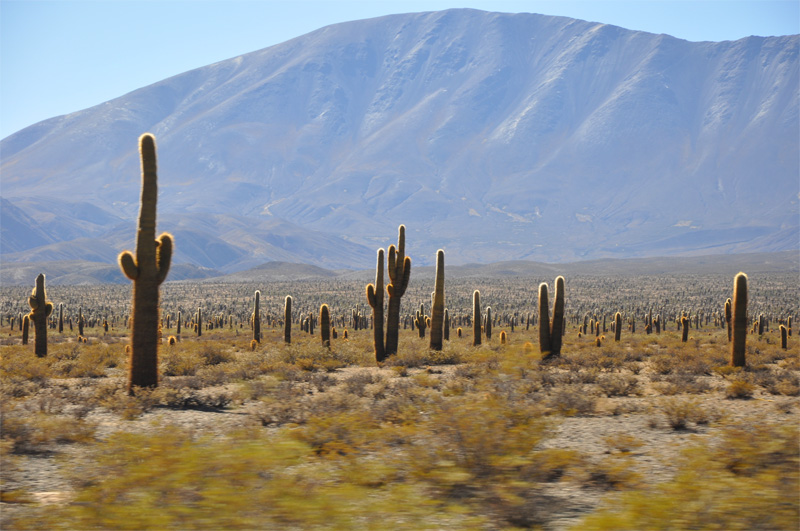
Лос-Кардонес
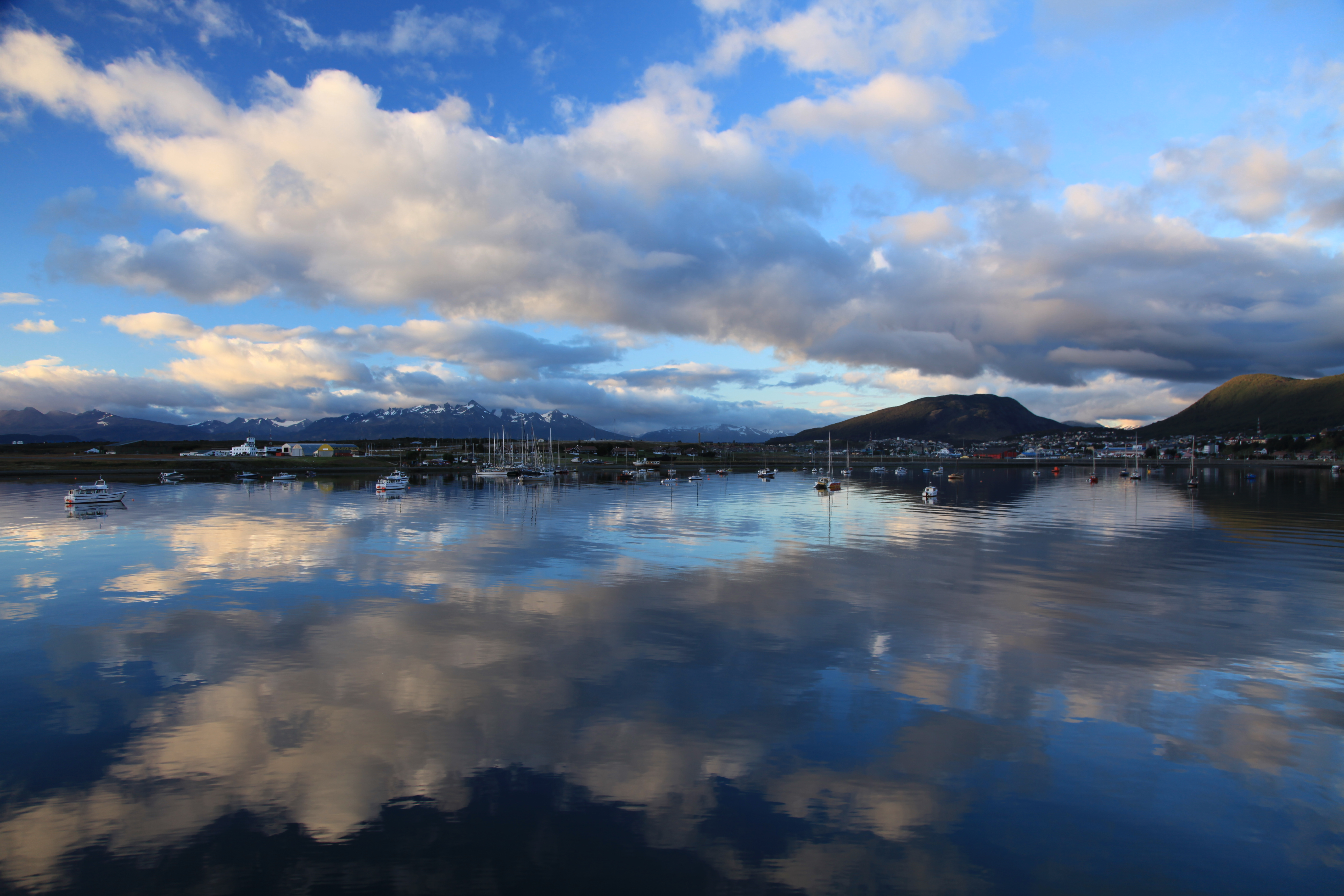
Тьєрра-дель-Фуего
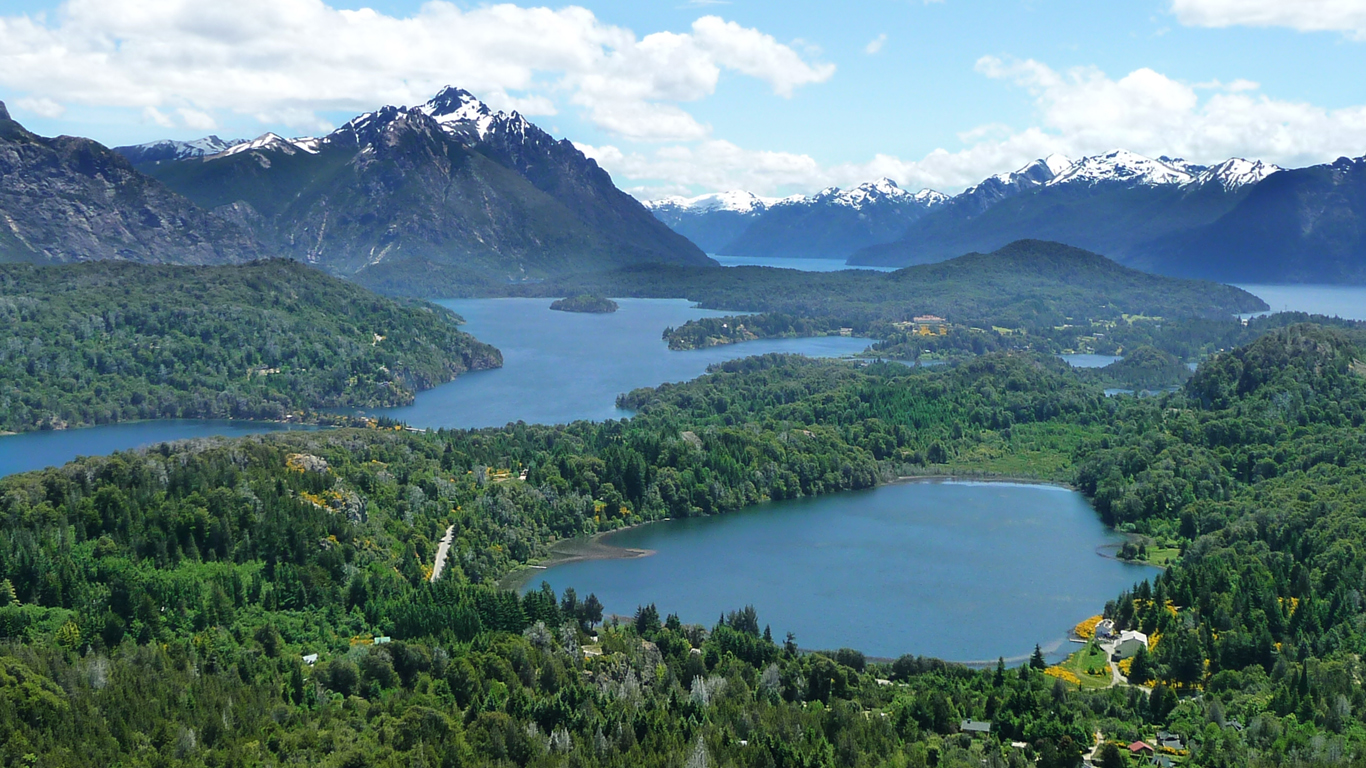
Науель-Уапі
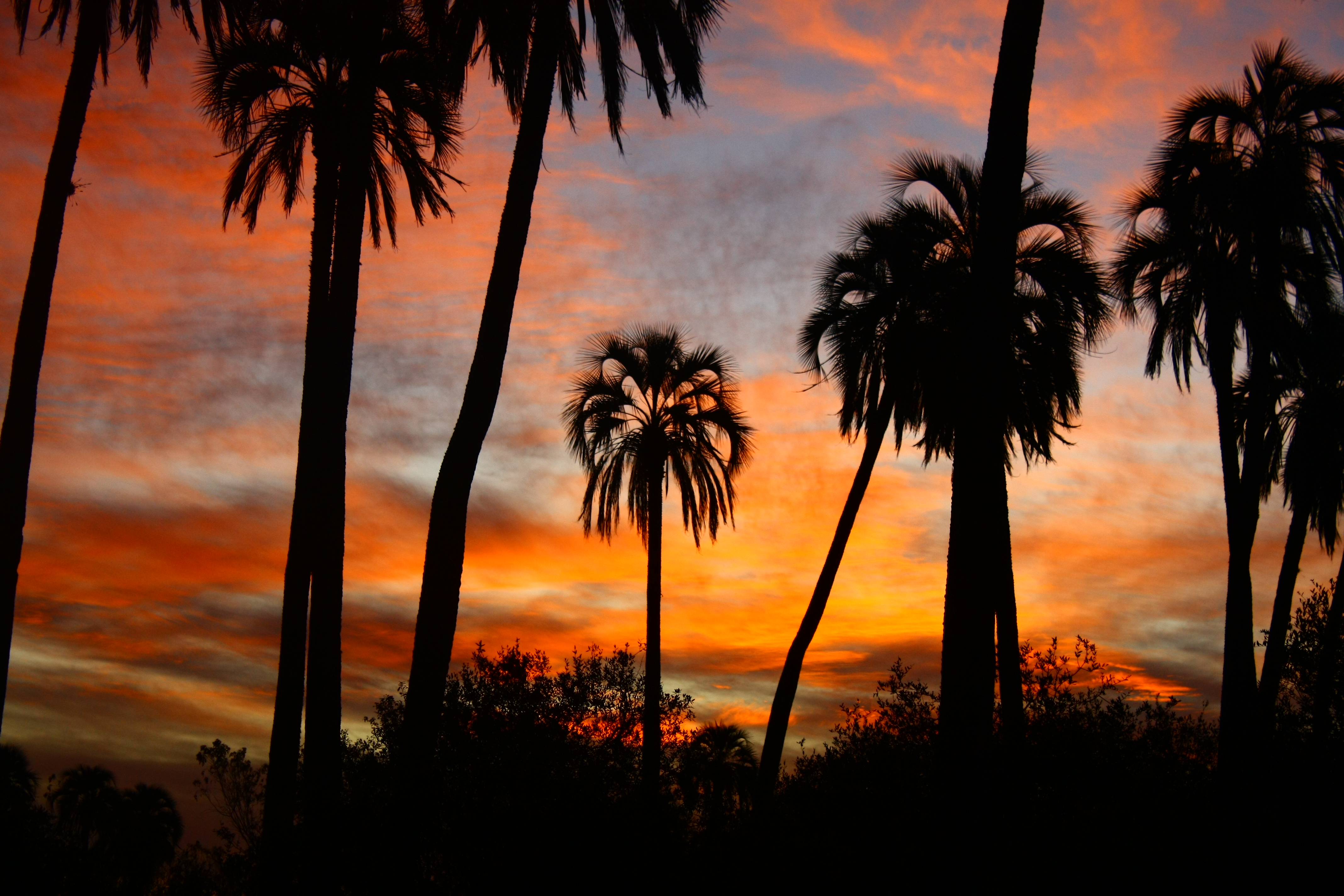
Ель-Пальмар
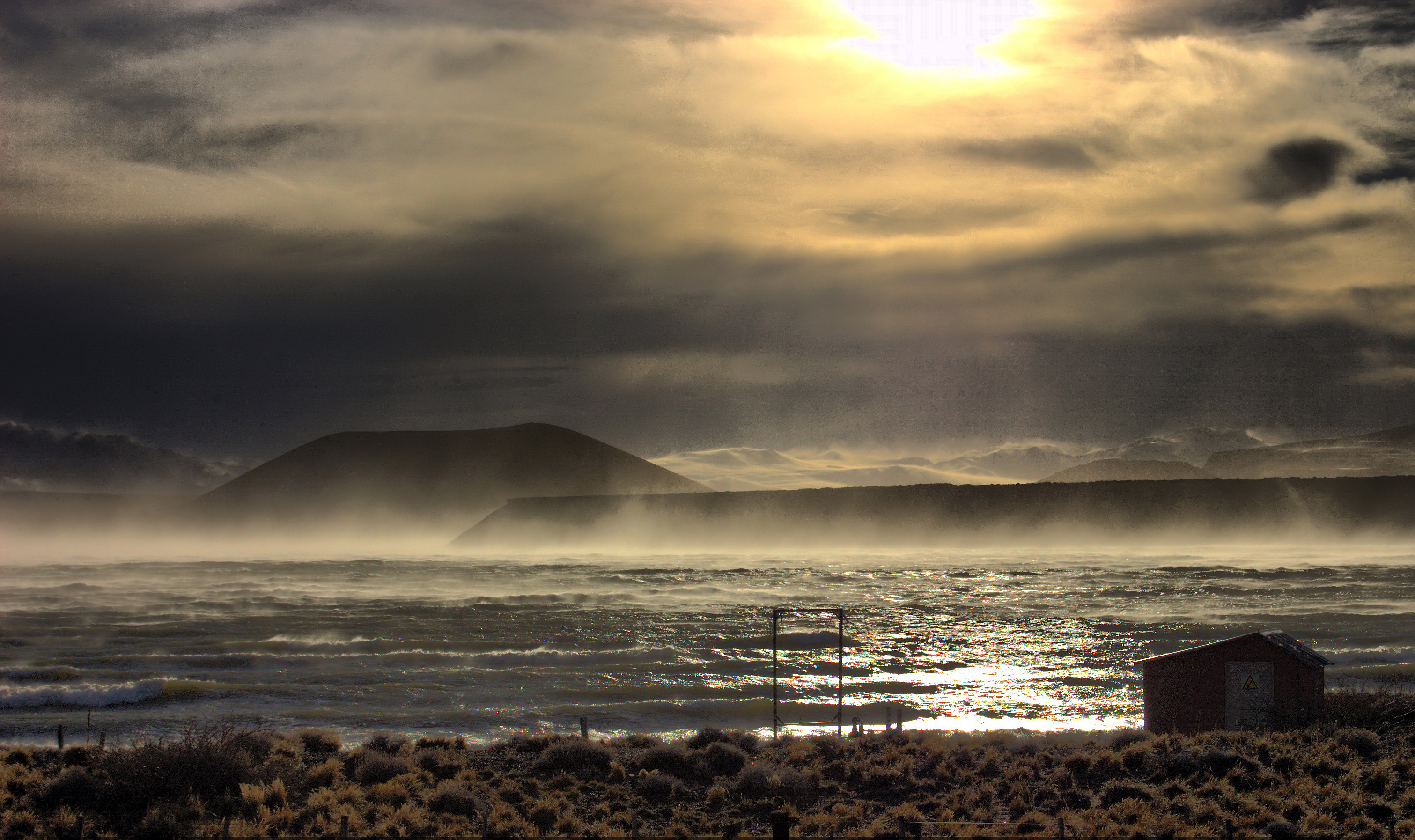
Лагуна-Бланка

Аргентина є учасником ряду міжнародних угод з охорони навколишнього середовища:
- Мадридського протоколу про охорону навколишнього середовища до Договору про Антарктику,
- Конвенції про біологічне різноманіття (CBD),
- Рамкової конвенції ООН про зміну клімату (UNFCCC),
- Кіотського протоколу до Рамкової конвенції,
- Конвенції ООН з боротьби з спустелюванням (UNCCD),
- Конвенції про міжнародну торгівлю видами дикої фауни і флори, що перебувають під загрозою зникнення (CITES),
- Конвенції про заборону військового впливу на природне середовище (ENMOD),
- Базельської конвенції протидії транскордонному переміщенню небезпечних відходів,
- Конвенції з міжнародного морського права,
- Лондонської конвенції про запобігання забрудненню моря скиданням відходів,
- Монреальського протоколу з охорони озонового шару,
- Міжнародної конвенції запобігання забрудненню з суден (MARPOL),
- Рамсарської конвенції із захисту водно-болотних угідь[13],
- Міжнародної конвенції з регулювання китобійного промислу[1].

Урядом країни підписані, але не ратифіковані міжнародні угоди щодо: Конвенції з охорони морських живих ресурсів.

## Природні ресурси

### Земельні ресурси
Земельні ресурси Аргентини (оцінка 2011 року):
- придатні для сільськогосподарського обробітку землі — 53,9 %,
  - орні землі — 13,9 %,
  - багаторічні насадження — 0,4 %,
  - землі, що постійно використовуються під пасовища — 39,6 %;
- землі, зайняті лісами і чагарниками — 10,7 %;
- інше — 35,4 %[1].

## Фізико-географічне районування
Географічно Аргентину можна розділити, на чотири основні регіони:
- гірська область — Передандійське плато, що переходить в Анди (г. Аконкагуа, 6960 м) з численними конусами вулканів і сніговими вершинами;
- північні рівнини, Гран-Чако і межиріччя Парани та Уругваю;
- Пампа — великі і практично безлісі рівнини на південь від Гран-Чако, на схід від Анд і на північ від р. Ріо-Колорадо;
- Патагонія — відкриті вітрам степи Патагонського плато (висоти до 2 000 м) на південь від Ріо-Колорадо.

На північ від 27° пд. ш. в межі Аргентини заходить Міжандійське плато — Пуна-де-Атакама (до 4200 м).

### Українською
- Атлас світу / голов. ред. І. С. Руденко ; зав. ред. В. В. Радченко ; відп. ред. О. В. Вакуленко. — К. : ДНВП «Картографія», 2005. — 336 с. — ISBN 9666315467.
- Атлас. 7 клас. Географія материків і океанів / Укладачі О. Я. Скуратович, Н. І. Чанцева. — К. : ДНВП «Картографія», 2014.
- Бєлозоров С. Т. Географія материків. — К. : Вища школа, 1971. — 371 с.
- Барановська О. В. Фізична географія материків і океанів : навч. посіб. для студентів ВНЗ : [у 2 ч.]. — Н. : Ніжинський державний університет ім. Миколи Гоголя, 2013. — 306 с. — ISBN 978-617-527-106-3.
- Аргентина // Гірничий енциклопедичний словник : [у 3-х тт.] / за ред. В. С. Білецького. — Д. : Східний видавничий дім, 2004. — Т. 3. — 752 с. — ISBN 966-7804-78-X.
- Дубович І. А. Країнознавчий словник-довідник. — 5-те вид., перероб. і доп. — К. : Знання, 2008. — 839 с. — ISBN 978-966-346-330-8.
- Економічна і соціальна географія країн світу. Навчальний посібник / За ред. Кузика С. П. — Л. : Світ, 2002. — 672 с. — ISBN 966-603-178-7.
- Панасенко Б. Д. Фізична географія материків : навч. посіб. : в 2 ч. — В. : ЕкоБізнесЦентр, 1999. — 200 с.
- Юрківський В. М. Регіональна економічна і соціальна географія. Зарубіжні країни: Підручник. — 2-ге. — К. : Либідь, 2001. — 416 с. — ISBN 966-06-0092-5.

- Бєлозоров С. Т. Африка : фізико-географічний нарис. — вид. 2-ге, перероб. і доп. — К. : Радянська школа, 1957. — 232 с.
- Фізична географія материків та океанів : підруч. для студ. вищ. навч. закл. : у 2 т / за ред. П. Г. Шищенка. — К. : Видавництво Київського нац. ун-т ім. Т. Шевченка, 2009. — Т. 1. : Азія. — 643 с. — ISBN 978-966-439-257-7.
- Фізична географія материків та океанів : підруч. для студ. вищ. навч. закл. : у 2 т / за ред. П. Г. Шищенка. — К. : Видавництво Київського нац. ун-т ім. Т. Шевченка, 2010. — Т. 2. : Європа. — 464 с. — ISBN 978-966-439-273-7.
- Костів Л. Я. Фізична географія материків і океанів. Африка : навч.-метод. посібник. — Л. : Видавничий центр ЛНУ імені Івана Франка, 2017. — 184 с. — ISBN 978-617-10-0374-3.

### Англійською
- (англ.) Graham Bateman. The Encyclopedia of World Geography. — Andromeda, 2002. — 288 с. — ISBN 1871869587.

### Російською
- (рос.) Аргентина // Латинская Америка. Энциклопедический справочник [в 2-х тт.] / Главный редактор В. В. Вольский. — М. : Советская энциклопедия, 1979. — Т. 1. А-К. — 576 с.
- (рос.) Авакян А. Б., Салтанкин В. П., Шарапов В. А. Водохранилища. — М. : Мысль, 1987. — 326 с. — (Природа мира)
- (рос.) Алисов Б. П., Берлин И. А., Михель В. М. Курс климатологии [в 3-х тт.] / под. ред. Е. С. Рубинштейна. — Л. : Гидрометиздат, 1954. — Т. 3. Климаты земного шара. — 320 с.
- (рос.) Апродов В. А. Вулканы. — М. : Мысль, 1982. — 368 с. — (Природа мира)
- (рос.) Апродов В. А. Зоны землетрясений. — М. : Мысль, 2010. — 462 с. — (Природа мира) — ISBN 978-5-244-01122-7.
- (рос.) Бабаев А. Г., Зонн И. С., Дроздов Н. Н., Фрейкин З. Г. Пустыни. — М.  : Мысль, 1986. — 320 с. — (Природа мира)
- (рос.) Букштынов А. Д., Грошев Б. И., Крылов Г. В. Леса. — М. : Мысль, 1981. — 316 с. — (Природа мира)
- (рос.) Власова Т. В. Физическая география материков. С прилегающими частями океанов. Южная Америка, Африка, Австралия и Океания, Антарктида. — 4-е, перераб. — М. : Просвещение, 1986. — 269 с.
- (рос.) Гвоздецкий Н. А. Карст. — М. : Мысль, 1981. — 214 с. — (Природа мира)
- (рос.) Гвоздецкий Н. А., Голубчиков Ю. Н. Горы. — М. : Мысль, 1987. — 400 с. — (Природа мира)
- (рос.) Долгушин Л. Д., Осипова Г. Б. Ледники. — М. : Мысль, 1989. — 448 с. — (Природа мира) — ISBN 5-244-00315-1.
- (рос.) Дорст Ж. Центральная и Южная Америка. — М. : Прогресс, 1977. — 318 с. — (Континенты, на которых мы живем)
- (рос.) Географический энциклопедический словарь: географические названия / под. ред. А. Ф. Трёшникова. — 2-е изд., доп. — М. : Советская энциклопедия, 1989. — 585 с. — ISBN 5-85270-057-6.
- (рос.) Исаченко А. Г., Шляпников А. А. Ландшафты. — М. : Мысль, 1989. — 504 с. — (Природа мира) — ISBN 5-244-00177-9.
- (рос.) Каплин П. А., Леонтьев О. К., Лукьянова С. А., Никифоров Л. Г. Берега. — М. : Мысль, 1991. — 480 с. — (Природа мира) — ISBN 5-244-00449-2.
- (рос.) Словарь современных географических названий / под общей редакцией акад. В. М. Котлякова. — Екатеринбург : У-Фактория, 2006.
- (рос.) Литвин В. М., Лымарев В. И. Острова. — М. : Мысль, 2010. — 288 с. — (Природа мира) — ISBN 978-5-244-01129-6.
- (рос.) Лобова Е. В., Хабаров А. В. Почвы. — М. : Мысль, 1983. — 304 с. — (Природа мира)
- (рос.) Максаковский В. П. Географическая картина мира. Книга I: Общая характеристика мира. — М. : Дрофа, 2008. — 495 с. — ISBN 978-5-358-05275-8.
- (рос.) Максаковский В. П. Географическая картина мира. Книга II: Региональная характеристика мира. — М. : Дрофа, 2009. — 480 с. — ISBN 978-5-358-06280-1.
- (рос.) Аргентина // Поспелов Е. М. Топонимический словарь. — М. : АСТ, 2005. — 229 с. — ISBN 5-17-016407-6.
- (рос.) Физико-географический атлас мира. — М. : Академия наук СССР и Главное управление геодезии и картографии ГУГК СССР, 1964. — 298 с.
- (рос.) Энциклопедия стран мира / глав. ред. Н. А. Симония. — М. : НПО «Экономика» РАН, отделение общественных наук, 2004. — 1319 с. — ISBN 5-282-02318-0.